# Réseau de bus Évry Centre Essonne
Le réseau de bus Évry Centre Essonne est un réseau de transports en commun par autobus et autocars circulant en Île-de-France, organisé par l'autorité organisatrice Île-de-France Mobilités. Il est exploité par le groupe Keolis à travers la société Transports intercommunaux Seine Sénart Essonne, à partir du 1er janvier 2024.
Il se compose de 44 lignes qui desservent principalement le bassin de vie d'Évry-Courcouronnes, correspondant à l'ouest de la communauté d'agglomération Grand Paris Sud.

## Histoire

### Lignes issues du réseauTICE
- Mars 1975 : mise en place des lignes 401, 402, 403, 404 et 404N par la Régie autonome des transports parisiens (RATP).
- Novembre 1978 : mise en place de la ligne 405.
- Octobre 1986 : mise en place de la ligne 406.
- Janvier 1988 : exploitation du réseau de la région d'Évry par la société d'économie mixte « Transports intercommunaux Centre Essonne » (TICE) pour une durée de cinq ans, renouvelable.
- Janvier 1996 : convention renouvelée pour une durée de quinze ans.
- Depuis la rentrée 2010 est apparu le service Timéo. Cette application, fonctionnant grâce à des codes disponibles pour chaque arrêt (également en braille), permet de connaître par Internet le temps d'attente avant l'arrivée des deux prochains bus à l'arrêt.
- 5 novembre 2012 Création de la ligne 416[2].
- 18 mars 2013, la ligne 510 est prolongée de Fleury-Mérogis — Hôpital Manhès à la zone d'activités de la Croix Blanche située à Sainte-Geneviève-des-Bois. Son amplitude de service est élargie circulant maintenant entre 6 h et 21 h et voit sa fréquence en semaine passée à un bus toutes les 15 minutes aux heures de pointe et toutes les 30 minutes aux heures creuses ainsi que le week-end[3].
- Juillet 2015 : TICE rachète le dépôt de bus de Bondoufle et ses principaux sous-traitants[4].
- 4 janvier 2016 : mise en place d'un nouvel itinéraire pour la ligne 408[5].
- 29 août 2016 : division de la ligne 402 en deux (création de la ligne 420 entre Épinay-sur-Orge et Grigny, et ligne 402 de Viry-Châtillon au Coudray-Montceaux)[6].
- 28 août 2017 : création d'une antenne vers la gare de Corbeil-Essonnes à partir de l'arrêt Tarterêts sur la ligne 402 avec la création de deux nouveaux arrêts : Montagne des Glaises et Charles Robin[7].
- 27 août 2018 : 
  - inauguration du site propre du quartier de la Grande Borne à Grigny pour la ligne 402 (création de deux nouveaux arrêts dans le quartier)[8].
  - Ajout de deux nouveaux arrêts au Parc d'activités de Léonard de Vinci et de départs supplémentaires sur la ligne 416[9].
- 10 décembre 2018 : création d'un service le week-end sur la ligne [418 en lien avec le SA 2019 du RER D[10].
- 2 septembre 2019 : création de la ligne 409M entre Lisses et le lycée Marie Laurencin de Mennecy[11].
- 24 août 2020 : création de la ligne 413F entre Bondoufle et Fleury-Mérogis.
- 1er août 2023 : à la suite de la création du Réseau de bus Cœur d'Essonne, Transdev CEAT cesse d'exploiter la ligne 510 qui sera alors uniquement exploité par Keolis Meyer et TICE.

### Lignes issues du réseauSeine Essonne Bus
Le réseau urbain de Corbeil-Essonnes des Cars Gibert (devenu STA) est remanié dans les années 1990. Depuis et jusqu'en 2008, il était constitué des lignes:
- 01 A - Corbeil-Essonnes - La Nacelle ↔ Art de Vivre - Les Granges via la gare de Corbeil-Essonnes et Montconseil (desserte reprise par les lignes 301 et 303) ;
- 01 B - Corbeil-Essonnes - La Nacelle ↔ SNECMA via place de Montconseil, Centre-ville (desserte reprise intégralement par les lignes 301 et 303) ;
- 01 C - Gare de Corbeil-Essonnes ↔ Le Coudray-Montceaux - Terminal David-Douillet / via RN7 (Gendarmerie et Demi-Lune) ;
- 01 D - Corbeil-Essonnes - La Nacelle ↔ Évry-Courcouronnes - Gare routière (supprimée) ;
- 01 E - Corbeil-Essonnes - Art de Vivre - Les Granges ↔ Le Coudray-Montceaux - Terminal David-Douillet par la Place de Montconseil et le centre-ville (uniquement le dimanche, reprise intégralement par la ligne 301) ;
- 02 A - Corbeil-Essonnes Hôpital ↔ Saintry-sur-Seine / Morsang-sur-Seine via la gare de Corbeil-Essonnes (reprise intégralement par les lignes 302/312) ;
- 02 B - Navette Corbeil-Essonnes - Hôpital ↔ Corbeil-Essonnes Les Tarterêts via Nagis et la place Henri-Barbusse (supprimée en 2002-2003 (à la suite du prolongement de la ligne TICE 405 du lycée de Corbeil-Essonnes jusqu'à l'hôpital), reprise en partie par la ligne 300) ;
- 03 A - Corbeil-Essonnes RER D ↔ Gare de Villabé - Centre commercial ↔ Vert-le-Petit / Vert-le-Grand / Écharcon (reprise intégralement par les lignes 304/314) ;
- 03 B - Navette Corbeil-Essonnes - Gare de Moulin-Galant ↔ Centre-ville ou Les Tarterets-Lycée ↔ gare de Corbeil-Essonnes (desserte reprise en partie et prolongée sur les lignes 303/313) ;
- 04 - Navette circulaire Corbeil-Essonnes - Les Tarterets ↔ Gare de Corbeil-Essonnes ↔ Rive droite ↔ Centre-ville ↔ Lycée ↔ Les Tarterets (reprise en partie par la ligne 300) ;
- 05 - Navette circulaire Corbeil-Essonnes - Hôpital ↔ Place de Montconseil ↔ Rue du Bas-Coudray ↔ Centre-ville ↔ RN7 ou La-Nacelle / Moulin-Galant /Cité de l'Ermitage ↔ Hôpital (reprise en partie par la ligne 300) ;
- 08 - Corbeil-Essonnes - Hôpital ↔ Soisy-sur-Seine / Étiolles (ouverte en 2006, reprise en partie par la ligne 305).

Le réseau était géré par STA/Keolis ainsi que Veolia Transport Saint-Fargeau[réf. nécessaire].
Seule, la ligne 001 était exploitée en pool avec Veolia Saint-Fargeau et plus particulièrement sur les antennes C et E avec des Renault Agora et PR 180.2, les autres lignes étant uniquement exploitées chez STA avec des bus et cars Heuliez et Mercedes en livrée Trans'Essonne (Corbeil-Essonnes, Saintry-sur-Seine et Villabé).
À partir du lundi 4 mai 2009, les lignes du réseau Seine Essonne Bus changent de numéros et d'itinéraires. Les lignes 04 et 05 sont supprimées, ainsi que plusieurs annexes de la ligne 01 (la branche de La Nacelle est reprise par la ligne 303, la desserte de la RN7 est supprimée mais assurée par la ligne TICE 402, l'arrêt Résidence du Vert-Domaine au Coudray-Montceaux est supprimé), du tronçon Tarterets-Centre de la ligne 03B scolaire (la ligne est désormais directe entre le lycée de Corbeil-Essonnes et le centre commercial ATAC), ainsi que le tronçon Montconseil de la ligne 08. Par ailleurs, les services des lignes 301 et 303 sont prolongés jusqu'à 22 h 30 la semaine avec un passage toutes les 15 minutes aux heures de pointe et toutes les 30 minutes aux heures creuses. Ces deux lignes circulent également le dimanche et les jours fériés avec un passage toutes les 30 minutes tout au long de la journée.
Le réseau adopte le système d'information en ligne (SIEL) qui permet aux voyageurs de connaître l'heure de passage des prochains bus. Les poteaux sont identiques à ceux du réseau TICE avec une seule différence : les poteaux TICE sont de couleur verte tandis que ceux partagés avec Seine Essonne Bus sont de couleur vert foncé/kaki.
Le 18 mars 2013, la nouvelle ligne circulaire 300 est créé.

#### Refonte SA 2019
Suite de la mise en place du nouveau plan de transport du RER D, le 10 décembre 2019 la ligne 303 voit son offre amélioré avec un bus toutes les 10 minutes aux heures de pointe et le passage d'un bus toutes les 20 minutes à un bus toutes les 15 minutes aux heures creuses. La ligne 305 abandonne son itinéraire circulaire et est prolongé de Soisy-sur-Seine à la Gare Routière Seine de Juvisy, avec l'ajout d'un bus par heure aux heures creuses,.

### Lignes issues deCars Sœur
À la suite de la mise en place du SA 2019 sur le RER D, le 10 décembre 2018 la ligne 7002 voit une restructuration de l'offre, :
- La ligne voit un nouveau terminus nommé « Le Golf » à proximité de l'arrêt « Pointe Ringale » du Tzen 1.
- Toutes les courses auront désormais pour terminus la gare d'Évry-Courcouronnes et Le Golf, laissant la desserte scolaire pour le collège de Soisy-sur-Seine à des bus circulaires au départ de la gare d'Évry-Val-de-Seine.
- La fréquence est améliorée avec un bus toutes les trente minutes aux heures de pointe et un bus toutes les heures aux heures creuses et le samedi.

Le 31 août 2020, la ligne 7001 gagne un itinéraire simplifié notamment à Saint-Germain-lès-Corbeil et un prolongement jusqu'à Tigery - Le Clos, la branche entre la gare de Corbeil-Essonnes et la gare d'Évry-Courcouronnes est abandonnée, déjà assurée par les lignes 4201 et 7001 Scolaire, la dernière profite également d'un nouveau service le matin depuis Tigery en direction des collèges et lycées d'Évry.

### Lignes issues deKeolis Meyer
- Le 1er janvier 2009, la ligne DM4 voit sa fréquence renforcée avec la création d'un service de soirée jusqu'à 0 h 30 environ[18].
- Le 1er avril 2009, la DM22 est prolongée aux heures creuses ainsi qu'en soirée jusqu'à la gare de Grigny-Centre. La fréquence est également améliorée et un service est créé le week-end et les jours fériés ainsi qu'en soirée[19].
- Le 3 novembre 2014, la ligne Pass' Partout, créée le 4 janvier 1999[20], est supprimée en raison de sa faible fréquentation et d'un doublon de lignes existantes. La ligne DM22 a été renforcée à l'aide de 19 courses supplémentaires passant à une fréquence d'un bus toutes les quinze minutes aux heures creuses au lieu de 30 minutes[21].

## Développement du réseau

### Ouverture à la concurrence
En raison de l'ouverture à la concurrence des transports en commun en Île-de-France, le réseau de bus Évry Centre Essonne est créé le 1er janvier 2024, correspondant à la délégation de service public numéro 23 établie par Île-de-France Mobilités, présidée par Valérie Pécresse, avec Stéphane Beaudet pour vice-président . Un appel d'offres a donc été lancé par l'autorité organisatrice afin de désigner une entreprise qui exploitera le réseau pour une durée de sept ans. C'est finalement le groupe Keolis à travers la société Transports intercommunaux Seine Sénart Essonne (TISSE), qui a été désigné lors du conseil d'administration du 28 juin 2023.
À la date de son ouverture à la concurrence, le réseau se composait des lignes 7001, 7001S, 7002, 7004, 7005 et 7006 des Cars Sœur, des lignes DM4, DM7S et DM22 exploités par le réseau de bus Keolis Meyer, des lignes 24.06, 300, 301, 302, 303, 304, 305, 312 et 313 du Réseau Seine Essonne Bus de Keolis Seine Essonne et des lignes 401, 402, 403, 404, 405, 406, 407, 407S, 408, 409, 409M, 412, 413, 413F, 414, 414D, 415, 416, 418, 419, 420, 453, 510 et 510P du réseau de bus Transports intercommunaux Centre Essonne (TICE). Le contrat comprend également la ligne N144 (renommée N139 le 1er janvier) du réseau nocturne Noctilien ainsi que la substitution SNCF de la ligne D entre Corbeil-Essonnes, La Ferté-Alais et Melun de 22 h jusqu'à la fin de service, ces derniers reçoivent pour l'occasion les numéros 500, 501 et 502.

### Rentrée 2024
À partir du 2 septembre 2024, la ligne 305 cessera de desservir la Gare de Corbeil-Essonnes mais circulera désormais le soir jusqu'à 22h et le samedi à une fréquence d'un bus par heure. De plus certains bus seront au départ de « Résidence la Vallée » le matin et inversement le soir.

### Renumérotation et restructuration du réseau
Depuis le 6 janvier 2025 le réseau de bus Évry Centre Essonne prendra en compte le nouveau principe de numérotation régional unique planifié par Île-de-France Mobilités afin de supprimer les doublons, pour ce réseau la renumérotation a été faite de sorte que l'on retrouve parmi les lignes de 4201 à 4206, les lignes « principales », de 4212 à 4219 les lignes du « secteur centre » autour d'Évry-Courcouronnes, de 4220 à 4223 les lignes du « secteur nord », aux environs de Grigny, de 4230 à 4233 les lignes du « secteur est » pour les communes à la rive droite de la seine, de 4240 à 4246 les lignes du « secteur sud » pour les communes autour de Corbeil-Essonnes, de 4270 à 4280 les lignes à vocation scolaires du territoire,.
La correspondance entre anciens et nouveaux numéros ainsi que les catégories des lignes est la suivante, : 
| Catégories des lignes              | Ancien(s) numéro(s)    | Nouveau numéro |
| ---------------------------------- | ---------------------- | -------------- |
| Lignes principales                 | 401                    | 4201           |
| Lignes principales                 | 407                    | 4202           |
| Lignes principales                 | 301                    | 4203           |
| Lignes principales                 | 404                    | 4204           |
| Lignes principales                 | DM4                    | 4205           |
| Lignes principales                 | 402 (section centrale) | 4206           |
| Lignes du Secteur Centre           | 403                    | 4212           |
| Lignes du Secteur Centre           | 413                    | 4213           |
| Lignes du Secteur Centre           | 414                    | 4214           |
| Lignes du Secteur Centre           | 414D                   | 4215           |
| Lignes du Secteur Centre           | 416                    | 4216           |
| Lignes du Secteur Centre           | 408                    | 4217           |
| Lignes du Secteur Centre           | 418                    | 4218           |
| Lignes du Secteur Centre           | 419                    | 4219           |
| Lignes du Secteur Nord             | 420                    | 4220           |
| Lignes du Secteur Nord             | 510                    | 4221           |
| Lignes du Secteur Nord             | 510P                   | 4222           |
| Lignes du Secteur Nord             | DM22                   | 4223           |
| Lignes du Secteur Est              | 302                    | 4230           |
| Lignes du Secteur Est              | 7001                   | 4231           |
| Lignes du Secteur Est              | 7002                   | 4232           |
| Lignes du Secteur Est              | 305                    | 4233           |
| Lignes du Secteur Sud              | 300                    | 4240           |
| Lignes du Secteur Sud              | 405                    | 4241           |
| Lignes du Secteur Sud              | 402 (Section sud)      | 4242           |
| Lignes du Secteur Sud              | 303                    | 4243           |
| Lignes du Secteur Sud              | 409                    | 4244           |
| Lignes du Secteur Sud              | 304                    | 4245 (fusion)  |
| Lignes du Secteur Sud              | 415                    | 4245 (fusion)  |
| Lignes du Secteur Sud              | 412                    | 4246           |
| Lignes à vocation scolaire         | 407S                   | 4270           |
| Lignes à vocation scolaire         | 7001S                  | 4271           |
| Lignes à vocation scolaire         | 7002S                  | 4272           |
| Lignes à vocation scolaire         | 313                    | 4273           |
| Lignes à vocation scolaire         | 312                    | 4274           |
| Lignes à vocation scolaire         | 7005                   | 4275           |
| Lignes à vocation scolaire         | 7006                   | 4276           |
| Lignes à vocation scolaire         | 24.06                  | 4277           |
| Lignes à vocation scolaire         | 413F                   | 4278           |
| Lignes à vocation scolaire         | 409M                   | 4279           |
| Lignes à vocation scolaire         | DM7S                   | 4280           |
| Lignes de substitution nocturne du | 500                    | 4250           |
| Lignes de substitution nocturne du | 501                    | 4251           |

#### Modifications
Le 6 janvier 2025, les lignes de bus du réseau sont également modifiés ,,,:
- La ligne 401 devient la ligne 4201. La ligne est légèrement modifiée à Évry-Courcouronnes, elle ne dessert plus le boulevard Jean Monnet/boulevard Robert Schumann (tracé du T12 entre les stations « Bois Briard » et « Traité de Rome ») mais dessert désormais la zone d'activités de Saint-Guénault avec l'arrêt « Bois Briard » déplacée sur la rue du Bois Briard ainsi que deux nouveaux arrêts : « Saint-Guénault » et « Jean Mermoz », afin de compenser la perte de la ligne 4212 (ex-403) sur ce tronçon[25]. Elle regagne donc une grosse partie de son itinéraire, dévié par les arrêts Bois Briard, en post-travaux préparatoires du T12 en 2017. Elle passait par Paul Delouvrier pour passer par la RN104 pour rejoindre St Guénault.
- La ligne 301 devient la ligne 4203. Sa fréquence hebdomadaire est renforcée en raison d'un bus toutes les 15 minutes en heures creuses du lundi au vendredi ainsi que d'un bus toutes les 20 minutes le samedi en journée, tout en profitant d'une amplitude horaire élargie jusqu'à minuit tous les jours. Son itinéraire sera également légèrement modifiée à Corbeil-Essonnes dans le quartier de Montconseil : elle ne passe plus par les arrêts « Place des Victoires » et « Belvédère » situées sur le boulevard Henri Dunant, mais dessert désormais quatre nouveaux arrêts « Square », « Les Tours », « Salvador Allende » et « René Pierre », sur l'avenue du président Allende et l'avenue René Pierre, afin d'améliorer la desserte du quartier de Montconseil et de compenser la suppression des lignes 4230 (ex-302) et 4241 (ex-405) sur ce tronçon[31].
- La ligne 404 devient la ligne 4204. La ligne garde le même tronçon entre la gare de Ris-Orangis - Bois de l'Épine et « Aguado ». Elle reprend ensuite l'ancien itinéraire de la ligne 4212 (ex-403) en direction de Soisy-sur-Seine et reprend également une bonne partie de l'itinéraire de la ligne 453, supprimée à la suite de la restructuration du réseau[32].
- La ligne DM4 devient la ligne 4205. Circulant entre Viry-Châtillon et la gare de Juvisy-sur-Orge (via la commune de Grigny) la ligne voit son offre hebdomadaire renforcée[33].
- La ligne 402 est divisée en deux lignes distinctes par rapport aux deux tronçons sud de la ligne. Le tronçon menant à la Gare de Corbeil-Essonnes devient la ligne 4206 tandis que le tronçon menant au Coudray-Montceaux devient la ligne 4242 dont le terminus nord est limitée à la gare du Bras de Fer - Évry - Génopole et qui ne desservira plus directement le centre hospitalier sud francilien, situé a l'extrême nord de Corbeil-Essonnes et a proximité immédiate d'Évry-Courcouronnes, d'une manière temporaire, le temps de terminer les travaux pour la voie de T-U. La ligne 4206 voit son offre renforcée avec notamment une amplitude horaire augmentée circulant de 4h à minuit et 1 bus toutes les 15 minutes le dimanche (au lieu de 30)[31],[32],[33].
- La ligne 403 devient la ligne 4212. Elle garde une bonne partie de son itinéraire mais est modifiée à Évry-Courcouronnes, reprenant l'itinéraire de la ligne 4204 (ex-404) entre « Aguado » et la gare du Bras de Fer et permettant de desservir le quartier du Parc aux Lièvres et du Bras de Fer à Évry-Courcouronnes, en compensant la perte de la ligne 4204 et en complément de la ligne 4201. Le tronçon entre les arrêts « Avenue du Lac » et « Hippodrome » est supprimé, a profit d'un nouveau tronçon entre « Les Estudines » et « Louis Bourdet », en reprenant et en renforçant une bonne partie du tronçon de la ligne 4204. La ligne est également prolongée à l'ouest de Bondoufle jusqu'à la gare de Brétigny-sur-Orge, en passant notamment par la zone commerciale de la Croix-Blanche (arrêt : « Plessis »), en raison d'un bus toutes les 30 minutes entre Bondoufle — Imprimerie Nationale et la gare de Brétigny. En heure de pointe du lundi au vendredi, la ligne a une fréquence hebdomadaire de 15 minutes et certaines missions sont limitées à l'arrêt « Imprimerie Nationale » en tant que services partiels[32]. La majorité de l'itinéraire de la ligne 453 qui ne circulait que le dimanche est reprise par la ligne 4212 qui circulera désormais dimanche.
- La ligne 413 devient la ligne 4213. Elle est légèrement modifiée, notamment à Évry-Courcouronnes : le tronçon entre « Jean Mermoz » et « Louis Bourdet » est supprimé et reprise par les lignes 4201 et 4212. Elle dessert désormais principalement la zone d'activités du Bois de l'Épine de Ris-Orangis ainsi que l'ancien hippodrome des Arcades à la place de l'ancienne ligne 403 et de la ligne 406 qui est supprimée, en reprenant les quatre arrêts de l'ancienne ligne 403 à Ris-Orangis[25].
- La ligne 414 devient la ligne 4214. Elle est renforcée le samedi avec des allers-retours supplémentaires de 8h à 19h et profite d'un nouveau service le dimanche avec un bus par heure de 10h à 18h[32].
- La ligne 414D devient la ligne 4215. Elle est prolongée jusqu'à « Centre de Traitement » à Vert-le-Grand et profitera d'allers-retours supplémentaires et d'un nouveau service le samedi (4 aller-retours)[25].
- La ligne 416 devient la ligne 4216. Elle est renforcée en semaine avec 8 nouveaux départs en journée afin d'accompagner le développement de la zone d'activités Léonard de Vinci, situé à Lisses. Les services de transport à la demande sont également supprimé[32].
- La ligne DM22 devient la ligne 4223. Elle voit sa fréquence hebdomadaire renforcée a raison d'un bus toutes les 10 minutes environ en heure de pointe[33].
- La ligne 302 devient la ligne 4230. La ligne est limitée au nord à la gare de Corbeil-Essonnes et son itinéraire exclusif aux vacances scolaires entre la gare de Corbeil-Essonnes et « Henri Dunant » est supprimé (reprise en partie par les lignes 4203, 4242, 4243, 4245 et 4274)[34],[31].
- La ligne 7001 devient la ligne 4231. Elle absorbe la ligne 02 du réseau Sénart pour être prolongé de Tigery — « Le Clos » à « Petit Sénart », la ligne est également renforcée aux heures de pointe avec un bus toutes les 15 minutes[34].
- La ligne 405 devient la ligne 4241. Tout comme la ligne 4230 (ex-302), la ligne est limitée au sud à la gare de Corbeil-Essonnes et son itinéraire entre la gare de Corbeil-Essonnes et Henri Dunant est supprimé (reprise en partie par les lignes 4203, 4242, 4243, 4245 et 4274)[34],[31].
- La ligne 303 devient la ligne 4243. Son offre hebdomadaire est élargie jusqu'à minuit[31].
- Les lignes 304 et 415 fusionnent et deviennent la ligne 4245. La ligne reliera la gare d'Évry-Courcouronnes - Centre à la gare de Corbeil-Essonnes en passant par les communes de Lisses et Villabé (et sa gare) avec une amplitude horaire d'un bus toutes les 15 minutes en heure de pointe et toutes les 30 minutes en heures creuses et le week-end. La ligne 4245 renforce notamment l'ancienne offre de la ligne 304 qui circulait entre la Gare de Corbeil-Essonnes et Lisses IKEA[29],[31].
- La ligne 502, ligne de soirée remplaçant le RER D entre Corbeil-Essonnes et Le Coudray-Montceaux, via Villabé, est supprimée, néanmoins, une partie de son service sera assurée par les lignes 4251, 4203 et 4243 avec une offre élargie jusqu'à minuit[31].
- La ligne N139 circulera désormais à raison d'un bus toutes les 30 minutes quel que soit le jour de la semaine (au lieu des nuits du vendredi au dimanche), elle dessert également la gare routière Orly 4 depuis le prolongement du Métro 14[31],[32],[33].

#### Nouvelle ligne express Corbeil-Essonnes - Rungis par la N7
À partir du 6 janvier 2025, une nouvelle ligne express reliant la gare de Corbeil-Essonnes au Marché International de Rungis sera mise en place. Baptisée ligne 9112, elle desservira les communes de Corbeil-Essonnes, d'Évry-Courcouronnes, de Ris-Orangis, de Viry-Châtillon, de Juvisy-sur-Orge, d'Athis-Mons, de Paray-Vieille-Poste et de Chevilly-Larue, tout en ayant une grande partie de son tracé sur la RN7. La ligne sera en correspondance avec le RER D aux gares de Corbeil-Essonnes, du Bras de Fer - Évry - Génopole et de Viry-Châtillon. Elle sera également en correspondance avec la ligne de tram T7 aux stations Porte de l'Essonne et Chevilly-Larue ainsi que la ligne 14 du métro parisien aux stations Aéroport d'Orly et Chevilly-Larue,.
Sa fréquence sera d'un bus toutes les 30 minutes en heure de pointe du lundi au vendredi et d'un bus par heure en heures creuses et le week-end de 4 h à minuit.

### Projet Tzen 4
Prévue pour le second semestre 2025, la ligne 4206 sera remplacée par la ligne 4 du T Zen.

### Présentation
Le réseau de bus Évry Centre Essonne dessert 36 communes du bassin du centre de l'Essonne ainsi que 4 communes du département de la Seine-et-Marne et une commune du département du Val-de-Marne. Le réseau est composé au total de 41 communes avec les lignes suivantes :
1. Paray-Vieille-Poste (zone aéroportuaire) (ligne 9112) ;
2. Athis-Mons (ligne 9112) ;
3. Ballancourt-sur-Essonne (ligne 4251) ;
4. Boissise-le-Roi (ligne 4250) ;
5. Bondoufle (lignes 4201, 4212, 4213, 4214, 4215 et 4278) ;
6. Brétigny-sur-Orge (ligne 4212) ;
7. Chevilly-Larue (ligne 9112)
8. Corbeil-Essonnes (lignes 4201, 4203, 4206, 4230, 4231, 4240, 4241, 4242, 4243, 4245, 4250, 4251, 4273, 4274, 4275, 4276, 4277 et 9112) ;
9. Dammarie-les-Lys (ligne 4250) ;
10. Draveil (ligne 4233) ;
11. Épinay-sur-Orge (lignes 4220 et 4280) ;
12. Étiolles (lignes 4204, 4232, 4233, 4272 et 4277) ;
13. Évry-Courcouronnes (lignes 4201, 4202, 4204, 4206, 4212, 4213, 4214, 4215, 4216, 4217, 4219, 4232, 4241, 4242, 4244, 4245, 4270, 4271, 4272, 4277, 4279 et 9112) ;
14. Fleury-Mérogis (lignes 4201, 4221, 4244 et 4278) ;
15. Grigny (lignes 4205, 4206, 4220, 4221, 4222, 4223 et 4280) ;
16. Juvisy-sur-Orge (lignes 4205, 4233 et 9112) ;
17. La Ferté-Alais (ligne 4251) ;
18. Le Coudray-Montceaux (lignes 4203, 4242 et 4246) ;
19. Le Plessis-Pâté (ligne 4214) ;
20. Lisses (lignes 4203, 4204, 4212, 4215, 4216, 4241, 4244, 4245 et 4279) ;
21. Longpont-sur-Orge (ligne 4280) ;
22. Melun (ligne 4250) ;
23. Mennecy (lignes 4251 et 4279) ;
24. Monthléry (ligne 4280) ;
25. Morangis (ligne 4280) ;
26. Morsang-sur-Orge (lignes 4220 et 4280) ;
27. Morsang-sur-Seine (lignes 4230, 4274, 4275 et 4277) ;
28. Ris-Orangis (lignes 4202, 4204, 4206, 4213, 4218, 4219, 4241, 4270 et 4280) ;
29. Saint-Fargeau-Ponthierry (ligne 4250) ;
30. Saint-Germain-lès-Corbeil (lignes 4231, 4232, 4271, 4272, 4275 et 4276) ;
31. Saint-Michel-sur-Orge (lignes 4201 et 4280) ;
32. Saint-Pierre-du-Perray (lignes 4231 et 4271) ;
33. Sainte-Geneviève-des-Bois (lignes 4201, 4221 et 4280) ;
34. Saintry-sur-Seine (lignes 4230, 4271, 4274, 4275 et 4277) ;
35. Savigny-sur-Orge (lignes 4223 et 4280) ;
36. Soisy-sur-Seine (lignes 4204, 4232, 4233 et 4272) ;
37. Tigery (lignes 4231 et 4271) ;
38. Vert-le-Grand (ligne 4215) ;
39. Villabé (lignes 4244, 4245, 4251 et 4279) ;
40. Villemoisson-sur-Orge (lignes 4220 et 4280) ;
41. Viry-Châtillon (lignes 4205, 4206, 4220, 4223, 4280 et 9112).

## Lignes du réseau

### Lignes 4201 à 4209
| Ligne | Caractéristiques | Caractéristiques                                                                                                 | Caractéristiques                                                                                                 | Caractéristiques                                                                                                 | Caractéristiques                                                                                                 | Caractéristiques                                                                                                 | Caractéristiques                                                                                                 | Caractéristiques                                                                                                 | Caractéristiques                                                                                                 |
| 4201  | Gare de Corbeil-Essonnes — Émile Zola ⥋ Saint-Michel-sur-Orge — Rue Berlioz | Gare de Corbeil-Essonnes — Émile Zola ⥋ Saint-Michel-sur-Orge — Rue Berlioz                                      | Gare de Corbeil-Essonnes — Émile Zola ⥋ Saint-Michel-sur-Orge — Rue Berlioz                                      | Gare de Corbeil-Essonnes — Émile Zola ⥋ Saint-Michel-sur-Orge — Rue Berlioz                                      | Gare de Corbeil-Essonnes — Émile Zola ⥋ Saint-Michel-sur-Orge — Rue Berlioz                                      | Gare de Corbeil-Essonnes — Émile Zola ⥋ Saint-Michel-sur-Orge — Rue Berlioz                                      | Gare de Corbeil-Essonnes — Émile Zola ⥋ Saint-Michel-sur-Orge — Rue Berlioz                                      | Gare de Corbeil-Essonnes — Émile Zola ⥋ Saint-Michel-sur-Orge — Rue Berlioz                                      | Gare de Corbeil-Essonnes — Émile Zola ⥋ Saint-Michel-sur-Orge — Rue Berlioz                                      |
| ----- | --- | --- | --- | --- | --- | --- | --- | --- | --- |
| 4201  | Ouverture / Fermeture Mars 1975 / — | Longueur — | Durée 50-60 min                                                                                                  | Nb. d’arrêts 47                                                                                                  | Matériel Standards Articulés                                                                                     | Jours de fonctionnement L, Ma, Me, J, V, S, D                                                                    | Jour / Soir / Nuit / Fêtes O / O / N / O                                                                         | Voy. / an — | Dépôt Bondoufle                                                                                                  |
| 4201  | Desserte : - Villes et lieux desservis : Corbeil-Essonnes (Cimetière, Marché des Tarterêts, Centre hospitalier sud francilien), Évry-Courcouronnes (Préfecture départementale de l'Essonne, Centre commercial régional Le Spot Évry, Université d'Évry, Ferme du Bois Briard, Cimetière), Bondoufle (Stade Robert Bobin, Lycée François Truffault), Fleury-Mérogis (Zone industrielle des Ciroliers, Hôpital Manhès, Église du Saint-Rédempteur, Mairie), Sainte-Geneviève-des-Bois (Piscine, Marché du Donjon) et Saint-Michel-sur-Orge - Stations et gares desservies : Corbeil-Essonnes (RER D, T Zen 1), Bras de Fer - Évry - Génopole (RER D), Évry-Courcouronnes (RER D, T12), Bois Briard (T12). | | | | | | | | |
| 4201  | Autre : - Zone traversée : 5 - Arrêts non accessibles aux UFR : Joliot-Curie, Bois Clairs, Donjon, Marché. - vers Corbeil-Essonnes - Gare RER : Général de Gaulle, Piscine. - vers Saint-Michel-sur-Orge - Rue Berlioz : Aristide Briand. - Amplitudes horaires : La ligne fonctionne tous les jours : - vers Corbeil-Essonnes - Gare RER : avec un premier départ à 4 h 57 du lundi au vendredi, 5 h 3 le samedi et 4 h 58 le dimanche et les jours fériés, le dernier départ étant fixé à 23 h 21 du lundi au vendredi, 23 h 12 le samedi et 23 h 19 le dimanche et les jours fériés ; - vers Saint-Michel-sur-Orge - Rue Berlioz : avec un premier départ à 5 h 18 du lundi au vendredi, 5 h 6 le samedi et 5 h 8 le dimanche et les jours fériés, le dernier départ étant fixé à 23 h 26 du lundi au vendredi, 23 h 27 le samedi et 23 h 36 le dimanche et les jours fériés. - Particularité : - L’arrêt Donjon - Marché n’est pas desservi les dimanches et fêtes du début de service jusqu'à 15 h. - Date de dernière mise à jour : 16 août 2025. | | | | | | | | |
| 4201  | Dernière actualisation : — | | | | | | | | |
| 4202  | Évry-Courcouronnes — Aunettes ⥋ Gare de Ris-Orangis — Val de Ris | Évry-Courcouronnes — Aunettes ⥋ Gare de Ris-Orangis — Val de Ris                                                 | Évry-Courcouronnes — Aunettes ⥋ Gare de Ris-Orangis — Val de Ris                                                 | Évry-Courcouronnes — Aunettes ⥋ Gare de Ris-Orangis — Val de Ris                                                 | Évry-Courcouronnes — Aunettes ⥋ Gare de Ris-Orangis — Val de Ris                                                 | Évry-Courcouronnes — Aunettes ⥋ Gare de Ris-Orangis — Val de Ris                                                 | Évry-Courcouronnes — Aunettes ⥋ Gare de Ris-Orangis — Val de Ris                                                 | Évry-Courcouronnes — Aunettes ⥋ Gare de Ris-Orangis — Val de Ris                                                 | Évry-Courcouronnes — Aunettes ⥋ Gare de Ris-Orangis — Val de Ris                                                 |
| 4202  | Ouverture / Fermeture Janvier 1988 / — | Longueur — | Durée 15-25 min                                                                                                  | Nb. d’arrêts 21                                                                                                  | Matériel Standards                                                                                               | Jours de fonctionnement L, Ma, Me, J, V, S, D                                                                    | Jour / Soir / Nuit / Fêtes O / O / N / O                                                                         | Voy. / an — | Dépôt Bondoufle                                                                                                  |
| 4202  | Desserte : - Villes et lieux desservis : Évry-Courcouronnes (Université d'Évry, Centre commercial régional Évry 2, Lycées professionnelles Charles Baudelaire et Auguste Perret, Clinique de l'Essonne) et Ris-Orangis (RN7, Centre Commercial des Aunettes) - Gares desservies : Évry-Courcouronnes (RER D et T12) et Ris-Orangis (RER D) | | | | | | | | |
| 4202  | Autre : - Zone traversée : 5 - Arrêts non accessibles aux UFR : - - Amplitudes horaires : La ligne fonctionne du lundi au vendredi de 4 h 35 à 23 h 40, le samedi de 5 h 15 à 23 h 35 et les dimanches et fêtes de 6 h 5 à 23 h 30. - Particularité : - La ligne effectue de nombreux services partiels entre Évry-Courcouronnes — Aunettes et Évry-Courcouronnes — Route de Mennecy du lundi au dimanche et jours férié. - Date de dernière mise à jour : 16 août 2025. | | | | | | | | |
| 4202  | Dernière actualisation : — | | | | | | | | |
| 4203  | Le Coudray-Montceaux — Terminal David-Douillet ⥋ Lisses — Exona / Corbeil-Essonnes — SNECMA (à certaines heures) | Le Coudray-Montceaux — Terminal David-Douillet ⥋ Lisses — Exona / Corbeil-Essonnes — SNECMA (à certaines heures) | Le Coudray-Montceaux — Terminal David-Douillet ⥋ Lisses — Exona / Corbeil-Essonnes — SNECMA (à certaines heures) | Le Coudray-Montceaux — Terminal David-Douillet ⥋ Lisses — Exona / Corbeil-Essonnes — SNECMA (à certaines heures) | Le Coudray-Montceaux — Terminal David-Douillet ⥋ Lisses — Exona / Corbeil-Essonnes — SNECMA (à certaines heures) | Le Coudray-Montceaux — Terminal David-Douillet ⥋ Lisses — Exona / Corbeil-Essonnes — SNECMA (à certaines heures) | Le Coudray-Montceaux — Terminal David-Douillet ⥋ Lisses — Exona / Corbeil-Essonnes — SNECMA (à certaines heures) | Le Coudray-Montceaux — Terminal David-Douillet ⥋ Lisses — Exona / Corbeil-Essonnes — SNECMA (à certaines heures) | Le Coudray-Montceaux — Terminal David-Douillet ⥋ Lisses — Exona / Corbeil-Essonnes — SNECMA (à certaines heures) |
| 4203  | Ouverture / Fermeture 4 mai 2009 / — | Longueur 17,40 km                                                                                                | Durée 35-45 min                                                                                                  | Nb. d’arrêts 36                                                                                                  | Matériel Standards Articulés                                                                                     | Jours de fonctionnement L, Ma, Me, J, V, S, D                                                                    | Jour / Soir / Nuit / Fêtes O / O / N / O                                                                         | Voy. / an — | Dépôt Corbeil-Essonnes, Bondoufle                                                                                |
| 4203  | Desserte : - Villes et lieux desservis : Le Coudray-Montceaux (RN7, Mairie), Corbeil-Essonnes (RN7, Stade nautique Gabriel Menut, Stade Léo Lagrange, Grands Moulins de Corbeil, Cimetière, Marché des Tarterêts, Lycée Robert Doisneau, Centre Commercial Exona - Marques Avenue A6 et SNECMA) et Lisses (ZAC Exona) - Gare desservie : Corbeil-Essonnes | | | | | | | | |
| 4203  | Autre : - Zone traversée : 5 - Arrêts non accessibles aux UFR : - Amplitudes horaires : La ligne fonctionne du lundi au dimanche de 4 h 55 à 0 h 30. Un bus toutes les 15 min en début et en flanc de pointe, un bus toutes les 10 min aux heures de pointe et un bus toutes les 15 min en journée (de 10 h à 15 h 30 et de 20 h 30 à 0 h 30) en semaine, un bus toutes les 30 min durant la journée et en soirée de 19 h à 0 h 30 et un bus toutes les 20 min de 13 h à 19 h le samedi, et un bus toutes les 30 min de 4 h 55 à 0 h 30 le dimanche. - Particularités : - Certaines courses du lundi au vendredi aux heures de pointe, à la mi-journée et en soirée terminent à Corbeil-Essonnes — SNECMA pour permettre la desserte de cette dernière mais également du centre de tri postal UPS situé juste en face de l'arrêt École des Mines, notamment à midi et lors des derniers services. - La ligne 4203 remplace le RER D entre Corbeil-Essonnes et Le Coudray-Montceaux de 21 h à 0 h. - Date de dernière mise à jour : 16 août 2025.        | | | | | | | | |
| 4203  | Dernière actualisation : — | | | | | | | | |
| 4204  | Gare de Ris-Orangis Bois de l'Épine ⥋ Soisy-sur-Seine — Les Meilottes | Gare de Ris-Orangis Bois de l'Épine ⥋ Soisy-sur-Seine — Les Meilottes                                            | Gare de Ris-Orangis Bois de l'Épine ⥋ Soisy-sur-Seine — Les Meilottes                                            | Gare de Ris-Orangis Bois de l'Épine ⥋ Soisy-sur-Seine — Les Meilottes                                            | Gare de Ris-Orangis Bois de l'Épine ⥋ Soisy-sur-Seine — Les Meilottes                                            | Gare de Ris-Orangis Bois de l'Épine ⥋ Soisy-sur-Seine — Les Meilottes                                            | Gare de Ris-Orangis Bois de l'Épine ⥋ Soisy-sur-Seine — Les Meilottes                                            | Gare de Ris-Orangis Bois de l'Épine ⥋ Soisy-sur-Seine — Les Meilottes                                            | Gare de Ris-Orangis Bois de l'Épine ⥋ Soisy-sur-Seine — Les Meilottes                                            |
| 4204  | Ouverture / Fermeture Mars 1975 / — | Longueur — | Durée 45-50 min                                                                                                  | Nb. d’arrêts 42                                                                                                  | Matériel Standards                                                                                               | Jours de fonctionnement L, Ma, Me, J, V, S, D                                                                    | Jour / Soir / Nuit / Fêtes O / N / N / O                                                                         | Voy. / an — | Dépôt Bondoufle                                                                                                  |
| 4204  | Desserte : - Villes et lieux desservis : Ris-Orangis, Lisses, Évry-Courcouronnes (Lac d'Évry-Courcouronnes, Université d'Évry, Centre commercial régional Le Spot Évry, Lycées professionnelles Charles Baudelaire et Auguste Perret, Clinique du Mousseau, Val de Seine), Étiolles (Bois des Coudraies) et Soisy-sur-Seine (Mairie) - Gares desservies : Orangis - Bois de l'Épine (RER D), Évry-Courcouronnes (RER D, T12) et Évry-Val-de-Seine (RER D) | | | | | | | | |
| 4204  | Autre : - Zone traversée : 5 - Arrêt non accessible aux UFR : - - Amplitudes horaires : La ligne fonctionne du lundi au vendredi de 5 h 25 à 22 h 55, le samedi de 6 h 35 à 22 h 55 et les dimanches et fêtes de 6 h 55 à 21 h 10. - Particularités : - La ligne est prolongée jusqu'à Soisy-sur-Seine — Collège en période scolaire aux heures d'entrée et de sortie de l'établissement. - Les arrêts Champs-Élysées - Grand Bourg et Ratisbonne sont desservis du lundi au vendredi en période scolaire à certaines heures. - Date de dernière mise à jour : 16 août 2025. | | | | | | | | |
| 4204  | Dernière actualisation : — | | | | | | | | |
| 4205  | Gare de Juvisy — Condorcet ⥋ Viry-Châtillon — La Treille | Gare de Juvisy — Condorcet ⥋ Viry-Châtillon — La Treille                                                         | Gare de Juvisy — Condorcet ⥋ Viry-Châtillon — La Treille                                                         | Gare de Juvisy — Condorcet ⥋ Viry-Châtillon — La Treille                                                         | Gare de Juvisy — Condorcet ⥋ Viry-Châtillon — La Treille                                                         | Gare de Juvisy — Condorcet ⥋ Viry-Châtillon — La Treille                                                         | Gare de Juvisy — Condorcet ⥋ Viry-Châtillon — La Treille                                                         | Gare de Juvisy — Condorcet ⥋ Viry-Châtillon — La Treille                                                         | Gare de Juvisy — Condorcet ⥋ Viry-Châtillon — La Treille                                                         |
| 4205  | Ouverture / Fermeture — / — | Longueur 9,15 km                                                                                                 | Durée 20 à 30 min                                                                                                | Nb. d’arrêts 16                                                                                                  | Matériel Standards                                                                                               | Jours de fonctionnement L, Ma, Me, J, V, S, D                                                                    | Jour / Soir / Nuit / Fêtes O / O / N / O                                                                         | Voy. / an — | Dépôt Bondoufle                                                                                                  |
| 4205  | Desserte : - Villes et lieux desservis : Juvisy-sur-Orge, Viry-Châtillon (Mairie, Marché de la Treille) et Grigny (Mairie) - Gares desservies : Gare de Juvisy (RER C, RER D), Ferme Neuve (T12). | | | | | | | | |
| 4205  | Autre : - Zones traversées : 4 et 5 - Arrêts non accessibles aux UFR : — - Amplitudes horaires : La ligne fonctionne du lundi au vendredi de 5 h à 0 h 30, le samedi jusqu'à 0 h 50 et les dimanches et fêtes de 5 h 30 à 23 h. - Particularités : Le dimanche, l'arrêt Viry-Châtillon — Mairie n'est pas desservi avant 15 h 45 en direction de La Treille. - Date de dernière mise à jour : 6 janvier 2025. | | | | | | | | |
| 4205  | Dernière actualisation : — | | | | | | | | |
| 4206  | Gare de Corbeil-Essonnes — Émile Zola ⥋ Viry-Châtillon — La Treille | Gare de Corbeil-Essonnes — Émile Zola ⥋ Viry-Châtillon — La Treille                                              | Gare de Corbeil-Essonnes — Émile Zola ⥋ Viry-Châtillon — La Treille                                              | Gare de Corbeil-Essonnes — Émile Zola ⥋ Viry-Châtillon — La Treille                                              | Gare de Corbeil-Essonnes — Émile Zola ⥋ Viry-Châtillon — La Treille                                              | Gare de Corbeil-Essonnes — Émile Zola ⥋ Viry-Châtillon — La Treille                                              | Gare de Corbeil-Essonnes — Émile Zola ⥋ Viry-Châtillon — La Treille                                              | Gare de Corbeil-Essonnes — Émile Zola ⥋ Viry-Châtillon — La Treille                                              | Gare de Corbeil-Essonnes — Émile Zola ⥋ Viry-Châtillon — La Treille                                              |
| 4206  | Ouverture / Fermeture Mars 1975 / Prévue mi-2025 | Longueur — | Durée 45-50 min                                                                                                  | Nb. d’arrêts 30                                                                                                  | Matériel Articulés                                                                                               | Jours de fonctionnement L, Ma, Me, J, V, S, D                                                                    | Jour / Soir / Nuit / Fêtes O / O / N / O                                                                         | Voy. / an — | Dépôt Bondoufle                                                                                                  |
| 4206  | Desserte : - Villes et lieux desservis : Corbeil-Essonnes (RN7, Lycée Robert Doisneau, Centre hospitalier sud francilien), Évry-Courcouronnes (SNECMA, Université d'Évry, Centre commercial régional Le Spot Évry, Lycée Georges Brassens, Complexe sportif du Grand Chêne), Ris-Orangis, Grigny (Place de la Grande Borne) et Viry-Châtillon (Marché de la Treille). - Gares desservies : Corbeil-Essonnes (RER D, T Zen 1), Bras de Fer - Évry - Génopole (RER D), Évry-Courcouronnes (RER D, T12), Orangis - Bois de l'Épine (RER D), Grigny-Centre (RER D), Ferme Neuve (T12). | | | | | | | | |
| 4206  | Autre : - Zone traversée : 4 et 5. - Arrêts non accessibles aux UFR : Salvador Allende. - Amplitudes horaires : La ligne fonctionne tout les jours de 4 h 30 à 0 h 30. - Particularité : - La ligne 4 du T Zen doit remplacer la ligne 4206 d'ici fin-2025, avec des bus bi-articulés de 24 mètres. - Date de dernière mise à jour : 6 janvier 2025. | | | | | | | | |
| 4206  | Dernière actualisation : — | | | | | | | | |

### Lignes 4210 à 4219
| Ligne       | Caractéristiques | Caractéristiques | Caractéristiques | Caractéristiques | Caractéristiques | Caractéristiques | Caractéristiques | Caractéristiques | Caractéristiques |
| 4212        | Gare du Bras de Fer - Évry - Génopole ⥋ Brétigny — Gare Place | Gare du Bras de Fer - Évry - Génopole ⥋ Brétigny — Gare Place | Gare du Bras de Fer - Évry - Génopole ⥋ Brétigny — Gare Place | Gare du Bras de Fer - Évry - Génopole ⥋ Brétigny — Gare Place | Gare du Bras de Fer - Évry - Génopole ⥋ Brétigny — Gare Place | Gare du Bras de Fer - Évry - Génopole ⥋ Brétigny — Gare Place | Gare du Bras de Fer - Évry - Génopole ⥋ Brétigny — Gare Place | Gare du Bras de Fer - Évry - Génopole ⥋ Brétigny — Gare Place | Gare du Bras de Fer - Évry - Génopole ⥋ Brétigny — Gare Place |
| ----------- | --- | --- | --- | --- | --- | --- | --- | --- | --- |
| 4212        | Ouverture / Fermeture Mars 1975 / — | Longueur — | Durée 40-60 min | Nb. d’arrêts 42 | Matériel Standards | Jours de fonctionnement L, Ma, Me, J, V, S, D | Jour / Soir / Nuit / Fêtes O / O / N / O | Voy. / an — | Dépôt Bondoufle |
| 4212        | Desserte : - Villes et lieux desservis : Évry-Courcouronnes (Lycées professionnelles Charles Baudelaire et Auguste Perret, Centre commercial régional Le Spot Évry, Université d'Évry, Lac d'Évry-Courcouronnes, Cimetière), Lisses, Bondoufle (Stade Robert Bobin, Lycée François Truffaut, Cimetière, Mairie), Sainte-Geneviève-des-Bois (Zone commerciale de la Croix-Blanche) et Brétigny-sur-Orge. - Gares desservies : Bras de Fer - Évry - Génopole (RER D), Évry-Courcouronnes (RER D, T12), Brétigny (RER C)                   | | | | | | | | |
| 4212        | Autre : - Zone traversée : 5 - Arrêts non accessibles aux UFR : Collège, Mairie de Soisy-sur-Seine et Les Coccinelles vers Bondoufle - Amplitudes horaires : La ligne fonctionne du lundi au vendredi de 5 h 10 à 23 h 30 et le samedi de 6 h 0 à 23 h 45 et le dimanche de 5 h 45 à 23 h 20. - Particularités : - Du lundi au vendredi en heure de pointe, 1 bus sur 2 de la ligne effectuent des services partiels entre la gare du Bras de Fer et Bondoufle — Imprimerie Nationale. - Date de dernière mise à jour : 6 janvier 2025. | | | | | | | | |
| 4212        | Dernière actualisation : — | | | | | | | | |
| 4213        | Ris-Orangis — Centre commercial des Aunettes ⥋ Bondoufle — Imprimerie Nationale | Ris-Orangis — Centre commercial des Aunettes ⥋ Bondoufle — Imprimerie Nationale | Ris-Orangis — Centre commercial des Aunettes ⥋ Bondoufle — Imprimerie Nationale | Ris-Orangis — Centre commercial des Aunettes ⥋ Bondoufle — Imprimerie Nationale | Ris-Orangis — Centre commercial des Aunettes ⥋ Bondoufle — Imprimerie Nationale | Ris-Orangis — Centre commercial des Aunettes ⥋ Bondoufle — Imprimerie Nationale | Ris-Orangis — Centre commercial des Aunettes ⥋ Bondoufle — Imprimerie Nationale | Ris-Orangis — Centre commercial des Aunettes ⥋ Bondoufle — Imprimerie Nationale | Ris-Orangis — Centre commercial des Aunettes ⥋ Bondoufle — Imprimerie Nationale |
| 4213        | Ouverture / Fermeture 1999 / — | Longueur — | Durée 25-35 min | Nb. d’arrêts 29 | Matériel Standards | Jours de fonctionnement L, Ma, Me, J, V | Jour / Soir / Nuit / Fêtes O / N / N / N | Voy. / an — | Dépôt Bondoufle |
| 4213        | Desserte : - Villes et lieux desservis : Ris-Orangis (Centre commercial des Aunettes, Église, Zone d'activités du Bois de l'Épine), Évry-Courcouronnes et Bondoufle (Ancien hippodrome des Arcades, Lycée François Truffaut, Golf de Bondoufle, Mairie, Cimetière) - Gare desservie : Orangis - Bois de l'Épine | | | | | | | | |
| 4213        | Autre : - Zone traversée : 5 - Arrêts non accessibles aux UFR : Salvador Allende et Les Demoiselles vers Bondoufle - Amplitudes horaires : La ligne fonctionne du lundi au vendredi de 6 h 25 à 20 h. - Date de dernière mise à jour : 6 janvier 2025. | | | | | | | | |
| 4213        | Dernière actualisation : — | | | | | | | | |
| 4214        | Gare d'Évry-Courcouronnes Centre — Niveau 1 ⥋ Le Plessis-Pâté — La Tremblaie (du lundi au vendredi) Gare d'Évry-Courcouronnes Centre — Niveau 1 ⥋ Évry-Courcouronnes — Les Vergers (samedi et dimanche) | Gare d'Évry-Courcouronnes Centre — Niveau 1 ⥋ Le Plessis-Pâté — La Tremblaie (du lundi au vendredi) Gare d'Évry-Courcouronnes Centre — Niveau 1 ⥋ Évry-Courcouronnes — Les Vergers (samedi et dimanche) | Gare d'Évry-Courcouronnes Centre — Niveau 1 ⥋ Le Plessis-Pâté — La Tremblaie (du lundi au vendredi) Gare d'Évry-Courcouronnes Centre — Niveau 1 ⥋ Évry-Courcouronnes — Les Vergers (samedi et dimanche) | Gare d'Évry-Courcouronnes Centre — Niveau 1 ⥋ Le Plessis-Pâté — La Tremblaie (du lundi au vendredi) Gare d'Évry-Courcouronnes Centre — Niveau 1 ⥋ Évry-Courcouronnes — Les Vergers (samedi et dimanche) | Gare d'Évry-Courcouronnes Centre — Niveau 1 ⥋ Le Plessis-Pâté — La Tremblaie (du lundi au vendredi) Gare d'Évry-Courcouronnes Centre — Niveau 1 ⥋ Évry-Courcouronnes — Les Vergers (samedi et dimanche) | Gare d'Évry-Courcouronnes Centre — Niveau 1 ⥋ Le Plessis-Pâté — La Tremblaie (du lundi au vendredi) Gare d'Évry-Courcouronnes Centre — Niveau 1 ⥋ Évry-Courcouronnes — Les Vergers (samedi et dimanche) | Gare d'Évry-Courcouronnes Centre — Niveau 1 ⥋ Le Plessis-Pâté — La Tremblaie (du lundi au vendredi) Gare d'Évry-Courcouronnes Centre — Niveau 1 ⥋ Évry-Courcouronnes — Les Vergers (samedi et dimanche) | Gare d'Évry-Courcouronnes Centre — Niveau 1 ⥋ Le Plessis-Pâté — La Tremblaie (du lundi au vendredi) Gare d'Évry-Courcouronnes Centre — Niveau 1 ⥋ Évry-Courcouronnes — Les Vergers (samedi et dimanche) | Gare d'Évry-Courcouronnes Centre — Niveau 1 ⥋ Le Plessis-Pâté — La Tremblaie (du lundi au vendredi) Gare d'Évry-Courcouronnes Centre — Niveau 1 ⥋ Évry-Courcouronnes — Les Vergers (samedi et dimanche) |
| 4214        | Ouverture / Fermeture Février 1993 / — | Longueur — | Durée 20-30 min | Nb. d’arrêts 28 | Matériel Standards | Jours de fonctionnement L, Ma, Me, J, V, S, D | Jour / Soir / Nuit / Fêtes O / N / N / N | Voy. / an — | Dépôt Bondoufle |
| 4214        | Desserte : - Villes et lieux desservis : Évry-Courcouronnes (Université d'Évry, Ferme du Bois Briard, Mairie annexe de Courcouronnes), Bondoufle (Zone industrielle Bordes Sud, Zone industrielle Gustave Madiot, Zone industrielle Bordes Nord) et Le Plessis-Pâté (centre Eurocontrol). - Gares et stations desservies : Évry-Courcouronnes (RER D, T12) et Bois Briard (T12). | | | | | | | | |
| 4214        | Autre : - Zone traversée : 5 - Arrêts non accessibles aux UFR : Les Demoiselles vers Évry-Courcouronnes , Mare aux Joncs et Eurocontrol - Amplitudes horaires : La ligne fonctionne du lundi au vendredi de 5 h 45 à 20 h 35, samedi de 7 h 55 à 19 h 40 et le dimanche de 10 h 0 à 18 h 45. - Particularités : La ligne est prolongée jusqu'à Eurocontrol du lundi au vendredi à raison d'un aller-retour le matin et le soir. - Date de dernière mise à jour : 16 août 2025.                                                          | | | | | | | | |
| 4214        | Dernière actualisation : — | | | | | | | | |
| 4215        | Gare d'Évry-Courcouronnes Centre — Niveau 1 ⥋ Vert-le-Grand — Centre de Traitement | Gare d'Évry-Courcouronnes Centre — Niveau 1 ⥋ Vert-le-Grand — Centre de Traitement | Gare d'Évry-Courcouronnes Centre — Niveau 1 ⥋ Vert-le-Grand — Centre de Traitement | Gare d'Évry-Courcouronnes Centre — Niveau 1 ⥋ Vert-le-Grand — Centre de Traitement | Gare d'Évry-Courcouronnes Centre — Niveau 1 ⥋ Vert-le-Grand — Centre de Traitement | Gare d'Évry-Courcouronnes Centre — Niveau 1 ⥋ Vert-le-Grand — Centre de Traitement | Gare d'Évry-Courcouronnes Centre — Niveau 1 ⥋ Vert-le-Grand — Centre de Traitement | Gare d'Évry-Courcouronnes Centre — Niveau 1 ⥋ Vert-le-Grand — Centre de Traitement | Gare d'Évry-Courcouronnes Centre — Niveau 1 ⥋ Vert-le-Grand — Centre de Traitement |
| 4215        | Ouverture / Fermeture Septembre 1998 / — | Longueur — | Durée 20 min | Nb. d’arrêts 9 | Matériel Standards | Jours de fonctionnement L, Ma, Me, J, V | Jour / Soir / Nuit / Fêtes O / N / N / N | Voy. / an — | Dépôt Bondoufle |
| 4215        | Desserte : - Villes et lieux desservis : Évry-Courcouronnes (Université d'Évry), Lisses, Bondoufle (Gold de Val-Grand, Zone industrielle Bordes Sud, Zone industrielle Gustave Madiot, Zone industrielle Bordes Nord) et Vert-le-Grand (Parc de Tréville) - Gare desservie : Évry-Courcouronnes | | | | | | | | |
| 4215        | Autre : - Zone traversée : 5 - Arrêts non accessibles aux UFR : Parc de Tréville - Amplitudes horaires : La ligne fonctionne : du lundi au vendredi à raison de - 3 allers en direction de Vert-le-Grand à 3 h 50, 8 h 0 et 8 h 35 - 1 aller-retour entre 12 h 5 et 12 h 55 ; - 4 retours en direction d'Évry-Courcouronnes à 17 h 40, 18 h 15, 18 h 40 et 20 h 40 - Date de dernière mise à jour : 6 janvier 2025. | | | | | | | | |
| 4215        | Dernière actualisation : — | | | | | | | | |
| 4216        | Gare d'Évry-Courcouronnes Centre — Niveau 1 ⥋ Lisses — Ferme des Folies | Gare d'Évry-Courcouronnes Centre — Niveau 1 ⥋ Lisses — Ferme des Folies | Gare d'Évry-Courcouronnes Centre — Niveau 1 ⥋ Lisses — Ferme des Folies | Gare d'Évry-Courcouronnes Centre — Niveau 1 ⥋ Lisses — Ferme des Folies | Gare d'Évry-Courcouronnes Centre — Niveau 1 ⥋ Lisses — Ferme des Folies | Gare d'Évry-Courcouronnes Centre — Niveau 1 ⥋ Lisses — Ferme des Folies | Gare d'Évry-Courcouronnes Centre — Niveau 1 ⥋ Lisses — Ferme des Folies | Gare d'Évry-Courcouronnes Centre — Niveau 1 ⥋ Lisses — Ferme des Folies | Gare d'Évry-Courcouronnes Centre — Niveau 1 ⥋ Lisses — Ferme des Folies |
| 4216        | Ouverture / Fermeture 5 novembre 2012 / — | Longueur — | Durée 15 min | Nb. d’arrêts 14 | Matériel Standards | Jours de fonctionnement L, Ma, Me, J, V | Jour / Soir / Nuit / Fêtes O / N / N / N | Voy. / an — | Dépôt Bondoufle |
| 4216        | Desserte : - Villes et lieux desservis : Évry-Courcouronnes (Université d'Évry) et Lisses (Complexe sportif, Zone d'activités Léonard de Vinci) - Gare desservie : Évry-Courcouronnes | | | | | | | | |
| 4216        | Autre : - Zone traversée : 5 - Arrêts non accessibles aux UFR : — - Amplitudes horaires : La ligne fonctionne du lundi au vendredi de 6 h 30 à 19 h 45. - Particularité : - - Date de dernière mise à jour : 6 janvier 2025. | | | | | | | | |
| 4216        | Dernière actualisation : — | | | | | | | | |
| 4217 Sens A | (Circulaire) Gare du Bras de Fer - Évry - Génopole ⥋ via Évry-Courcouronnes Centre et Évry Val de Seine | (Circulaire) Gare du Bras de Fer - Évry - Génopole ⥋ via Évry-Courcouronnes Centre et Évry Val de Seine                                                                                                 | (Circulaire) Gare du Bras de Fer - Évry - Génopole ⥋ via Évry-Courcouronnes Centre et Évry Val de Seine                                                                                                 | (Circulaire) Gare du Bras de Fer - Évry - Génopole ⥋ via Évry-Courcouronnes Centre et Évry Val de Seine                                                                                                 | (Circulaire) Gare du Bras de Fer - Évry - Génopole ⥋ via Évry-Courcouronnes Centre et Évry Val de Seine                                                                                                 | (Circulaire) Gare du Bras de Fer - Évry - Génopole ⥋ via Évry-Courcouronnes Centre et Évry Val de Seine                                                                                                 | (Circulaire) Gare du Bras de Fer - Évry - Génopole ⥋ via Évry-Courcouronnes Centre et Évry Val de Seine                                                                                                 | (Circulaire) Gare du Bras de Fer - Évry - Génopole ⥋ via Évry-Courcouronnes Centre et Évry Val de Seine                                                                                                 | (Circulaire) Gare du Bras de Fer - Évry - Génopole ⥋ via Évry-Courcouronnes Centre et Évry Val de Seine                                                                                                 |
| 4217 Sens A | Ouverture / Fermeture Janvier 2016 / — | Longueur — | Durée 50-55 min | Nb. d’arrêts 28 | Matériel Midibus | Jours de fonctionnement L, Ma, Me, J, V, S, D | Jour / Soir / Nuit / Fêtes O / N / N / N | Voy. / an — | Dépôt Bondoufle |
| 4217 Sens A | Desserte : - Ville et lieux desservis : Évry-Courcouronnes (Institut de Biologie, École nationale supérieure, Mairie, Cathédrale de la Résurrection, Université d'Évry, Clinique de l'Essonne, Val de Seine, Clinique du Mousseau, Faculté des Métiers de l'Essonne) - Gares desservies : Bras de Fer - Évry - Génopole (RER D), Évry-Courcouronnes (RER D et T12) et Évry-Val-de-Seine (RER D) | | | | | | | | |
| 4217 Sens A | Autre : - Zone traversée : 5 - Arrêts non accessibles aux UFR : — - Amplitudes horaires : La ligne fonctionne du lundi au vendredi de 5 h 40 à 21 h 45, le samedi de 7 h 0 à 22 h 20 et les dimanches et fêtes de 7 h 0 à 21 h 0. - Date de dernière mise à jour : 6 janvier 2025. | | | | | | | | |
| 4217 Sens A | Dernière actualisation : — | | | | | | | | |
| 4217 Sens B | (Circulaire) Gare du Bras de Fer - Évry - Génopole ⥋ via Évry Val de Seine et Évry Courcouronnes Centre | (Circulaire) Gare du Bras de Fer - Évry - Génopole ⥋ via Évry Val de Seine et Évry Courcouronnes Centre                                                                                                 | (Circulaire) Gare du Bras de Fer - Évry - Génopole ⥋ via Évry Val de Seine et Évry Courcouronnes Centre                                                                                                 | (Circulaire) Gare du Bras de Fer - Évry - Génopole ⥋ via Évry Val de Seine et Évry Courcouronnes Centre                                                                                                 | (Circulaire) Gare du Bras de Fer - Évry - Génopole ⥋ via Évry Val de Seine et Évry Courcouronnes Centre                                                                                                 | (Circulaire) Gare du Bras de Fer - Évry - Génopole ⥋ via Évry Val de Seine et Évry Courcouronnes Centre                                                                                                 | (Circulaire) Gare du Bras de Fer - Évry - Génopole ⥋ via Évry Val de Seine et Évry Courcouronnes Centre                                                                                                 | (Circulaire) Gare du Bras de Fer - Évry - Génopole ⥋ via Évry Val de Seine et Évry Courcouronnes Centre                                                                                                 | (Circulaire) Gare du Bras de Fer - Évry - Génopole ⥋ via Évry Val de Seine et Évry Courcouronnes Centre                                                                                                 |
| 4217 Sens B | Ouverture / Fermeture Janvier 2016 / — | Longueur — | Durée 45-50 min | Nb. d’arrêts 29 | Matériel Midibus | Jours de fonctionnement L, Ma, Me, J, V, S, D | Jour / Soir / Nuit / Fêtes O / N / N / O | Voy. / an — | Dépôt Bondoufle |
| 4217 Sens B | Desserte : - Ville et lieux desservis : Évry-Courcouronnes (Faculté des Métiers de l'Essonne, Clinique du Mousseau, Val de Seine, Clinique de l'Essonne, Université d'Évry, Cathédrale de la Résurrection, Mairie, École nationale supérieure, Institut de Biologie) - Gares desservies : Bras de Fer - Évry - Génopole (RER D), Évry-Val-de-Seine (RER D) et Évry-Courcouronnes (RER D et T12) | | | | | | | | |
| 4217 Sens B | Autre : - Zone traversée : 5 - Arrêts non accessibles aux UFR : — - Amplitudes horaires : La ligne fonctionne du lundi au vendredi de 5 h 35 à 21 h 35, le samedi de 7 h 10 à 22 h 30 et les dimanches et fêtes de 6 h 50 à 20 h 40. - Date de dernière mise à jour : 6 janvier 2025. | | | | | | | | |
| 4217 Sens B | Dernière actualisation : — | | | | | | | | |
| 4218        | (Circulaire) Gare de Ris-Orangis Bois de l'Épine ⥋ via Ris-Orangis - Val de Ris RER | (Circulaire) Gare de Ris-Orangis Bois de l'Épine ⥋ via Ris-Orangis - Val de Ris RER | (Circulaire) Gare de Ris-Orangis Bois de l'Épine ⥋ via Ris-Orangis - Val de Ris RER | (Circulaire) Gare de Ris-Orangis Bois de l'Épine ⥋ via Ris-Orangis - Val de Ris RER | (Circulaire) Gare de Ris-Orangis Bois de l'Épine ⥋ via Ris-Orangis - Val de Ris RER | (Circulaire) Gare de Ris-Orangis Bois de l'Épine ⥋ via Ris-Orangis - Val de Ris RER | (Circulaire) Gare de Ris-Orangis Bois de l'Épine ⥋ via Ris-Orangis - Val de Ris RER | (Circulaire) Gare de Ris-Orangis Bois de l'Épine ⥋ via Ris-Orangis - Val de Ris RER | (Circulaire) Gare de Ris-Orangis Bois de l'Épine ⥋ via Ris-Orangis - Val de Ris RER |
| 4218        | Ouverture / Fermeture 2003 / — | Longueur — | Durée 35-40 min | Nb. d’arrêts 21 | Matériel Midibus | Jours de fonctionnement L, Ma, Me, J, V, S, D | Jour / Soir / Nuit / Fêtes O / N / N / N | Voy. / an — | Dépôt Bondoufle |
| 4218        | Desserte : - Ville et lieux desservis : Ris-Orangis (Lycée Pierre Mendès France, Centre commercial des Aunettes, Mairie, Cimetière) - Gares desservies : Orangis - Bois de l'Épine et Ris-Orangis | | | | | | | | |
| 4218        | Autre : - Zone traversée : 5 - Arrêts non accessibles aux UFR : Fauvettes - Amplitudes horaires : La ligne fonctionne du lundi au vendredi de 5 h 30 à 22 h 50 ainsi que le week-end et les jours fériés de 7 h 5 à 22 h 40. - Date de dernière mise à jour : 6 janvier 2025. | | | | | | | | |
| 4218        | Dernière actualisation : — | | | | | | | | |
| 4219        | (Circulaire) Gare de Ris-Orangis Val de Ris ⥋ via Centre Cial - Ferme du temple et Gare de Grand Bourg | (Circulaire) Gare de Ris-Orangis Val de Ris ⥋ via Centre Cial - Ferme du temple et Gare de Grand Bourg                                                                                                  | (Circulaire) Gare de Ris-Orangis Val de Ris ⥋ via Centre Cial - Ferme du temple et Gare de Grand Bourg                                                                                                  | (Circulaire) Gare de Ris-Orangis Val de Ris ⥋ via Centre Cial - Ferme du temple et Gare de Grand Bourg                                                                                                  | (Circulaire) Gare de Ris-Orangis Val de Ris ⥋ via Centre Cial - Ferme du temple et Gare de Grand Bourg                                                                                                  | (Circulaire) Gare de Ris-Orangis Val de Ris ⥋ via Centre Cial - Ferme du temple et Gare de Grand Bourg                                                                                                  | (Circulaire) Gare de Ris-Orangis Val de Ris ⥋ via Centre Cial - Ferme du temple et Gare de Grand Bourg                                                                                                  | (Circulaire) Gare de Ris-Orangis Val de Ris ⥋ via Centre Cial - Ferme du temple et Gare de Grand Bourg                                                                                                  | (Circulaire) Gare de Ris-Orangis Val de Ris ⥋ via Centre Cial - Ferme du temple et Gare de Grand Bourg                                                                                                  |
| 4219        | Ouverture / Fermeture 2003 / — | Longueur — | Durée 40-45 min | Nb. d’arrêts 22 | Matériel Midibus | Jours de fonctionnement L, Ma, Me, J, V, S | Jour / Soir / Nuit / Fêtes O / N / N / N | Voy. / an — | Dépôt Bondoufle |
| 4219        | Desserte : - Villes et lieux desservis : Ris-Orangis (Cimetière, Église, Centre commercial Moulin à Vent, Centre commercial Ferme du Temple, Centre commercial des Aunettes) et Évry-Courcouronnes - Gares desservies : Ris-Orangis et Grand Bourg | | | | | | | | |
| 4219        | Autre : - Zone traversée : 5 - Arrêts non accessibles aux UFR : Fauvettes - Amplitudes horaires : La ligne fonctionne du lundi au vendredi de 9 h 10 à 12 h 5 puis de 14 h à 16 h 20 et le samedi de 8 h 30 à 11 h 50. - Date de dernière mise à jour : 6 janvier 2025. | | | | | | | | |
| 4219        | Dernière actualisation : — | | | | | | | | |

### Lignes 4220 à 4229
| Ligne | Caractéristiques | Caractéristiques | Caractéristiques | Caractéristiques | Caractéristiques | Caractéristiques | Caractéristiques | Caractéristiques | Caractéristiques |
| 4220  | Gare de Grigny-Centre ⥋ Épinay-sur-Orge RER | Gare de Grigny-Centre ⥋ Épinay-sur-Orge RER                                                                                              | Gare de Grigny-Centre ⥋ Épinay-sur-Orge RER                                                                                              | Gare de Grigny-Centre ⥋ Épinay-sur-Orge RER                                                                                              | Gare de Grigny-Centre ⥋ Épinay-sur-Orge RER                                                                                              | Gare de Grigny-Centre ⥋ Épinay-sur-Orge RER                                                                                              | Gare de Grigny-Centre ⥋ Épinay-sur-Orge RER                                                                                              | Gare de Grigny-Centre ⥋ Épinay-sur-Orge RER                                                                                              | Gare de Grigny-Centre ⥋ Épinay-sur-Orge RER                                                                                              |
| ----- | --- | --- | --- | --- | --- | --- | --- | --- | --- |
| 4220  | Ouverture / Fermeture 29 août 2016 / — | Longueur — | Durée 30-35 min | Nb. d’arrêts 25 | Matériel Standards | Jours de fonctionnement L, Ma, Me, J, V, S, D                                                                                            | Jour / Soir / Nuit / Fêtes O / O / N / O                                                                                                 | Voy. / an — | Dépôt Bondoufle |
| 4220  | Desserte : - Villes et lieux desservis : Grigny (Mairie), Viry-Châtillon, Morsang-sur-Orge (Marché, Cimetière, Mairie, Lycée professionnel André Marie Ampère) Villemoisson-sur-Orge et Épinay-sur-Orge - Stations et gares desservies : Grigny-Centre (RER D), Ferme Neuve (T12) et Épinay-sur-Orge (RER C et T12). | | | | | | | | |
| 4220  | Autre : - Zone traversée : 4 et 5. - Arrêts non accessibles aux UFR : Guérinière, Rue de l'Egalité et Gare d'Épinay-sur-Orge - Amplitudes horaires : La ligne fonctionne du lundi au samedi de 5 h 20 à 23 h 10 dimanche et fêtes à partir de 6 h 45. - Date de dernière mise à jour : 20 février 2025. | | | | | | | | |
| 4220  | Dernière actualisation : — | | | | | | | | |
| 4221  | Sainte-Geneviève-des-Bois — Z.I. Croix Blanche ⥋ Grigny — Tuileries | Sainte-Geneviève-des-Bois — Z.I. Croix Blanche ⥋ Grigny — Tuileries                                                                      | Sainte-Geneviève-des-Bois — Z.I. Croix Blanche ⥋ Grigny — Tuileries                                                                      | Sainte-Geneviève-des-Bois — Z.I. Croix Blanche ⥋ Grigny — Tuileries                                                                      | Sainte-Geneviève-des-Bois — Z.I. Croix Blanche ⥋ Grigny — Tuileries                                                                      | Sainte-Geneviève-des-Bois — Z.I. Croix Blanche ⥋ Grigny — Tuileries                                                                      | Sainte-Geneviève-des-Bois — Z.I. Croix Blanche ⥋ Grigny — Tuileries                                                                      | Sainte-Geneviève-des-Bois — Z.I. Croix Blanche ⥋ Grigny — Tuileries                                                                      | Sainte-Geneviève-des-Bois — Z.I. Croix Blanche ⥋ Grigny — Tuileries                                                                      |
| 4221  | Ouverture / Fermeture — / — | Longueur 12,65 km | Durée 25 à 40 min | Nb. d’arrêts 26 | Matériel Standards | Jours de fonctionnement L, Ma, Me, J, V, S, D                                                                                            | Jour / Soir / Nuit / Fêtes O / N / N / O                                                                                                 | Voy. / an — | Dépôt Bondoufle |
| 4221  | Desserte : - Villes et lieux desservis : Sainte-Geneviève-des-Bois (ZI Croix Blanche), Fleury-Mérogis (ZI Ciroliers, Hôpital Manhès, Église du Saint-Rédempteur, Mairie, Centre pénitentiaire de Fleury-Mérogis) et Grigny (Parc des Sports, Mairie) - Stations et gares desservies : Grigny-Centre (RER D) et Ferme Neuve (T12). | | | | | | | | |
| 4221  | Autre : - Zone traversée : 5 - Arrêts non accessibles aux UFR : — - Amplitudes horaires : La ligne fonctionne du lundi au vendredi de 6 h 5 à 21 h 50 et le week-end de 6 h à 21 h 45. - Date de dernière mise à jour : 20 février 2025. | | | | | | | | |
| 4221  | Dernière actualisation : — | | | | | | | | |
| 4222  | Grigny — Les Patios ⥋ Grigny — Tuileries | Grigny — Les Patios ⥋ Grigny — Tuileries                                                                                                 | Grigny — Les Patios ⥋ Grigny — Tuileries                                                                                                 | Grigny — Les Patios ⥋ Grigny — Tuileries                                                                                                 | Grigny — Les Patios ⥋ Grigny — Tuileries                                                                                                 | Grigny — Les Patios ⥋ Grigny — Tuileries                                                                                                 | Grigny — Les Patios ⥋ Grigny — Tuileries                                                                                                 | Grigny — Les Patios ⥋ Grigny — Tuileries                                                                                                 | Grigny — Les Patios ⥋ Grigny — Tuileries                                                                                                 |
| 4222  | Ouverture / Fermeture — / — | Longueur 4,95 km | Durée 10-15 min | Nb. d’arrêts 12 | Matériel Standards | Jours de fonctionnement L, Ma, Me, J, V                                                                                                  | Jour / Soir / Nuit / Fêtes O / N / N / N                                                                                                 | Voy. / an — | Dépôt Bondoufle |
| 4222  | Desserte : - Ville et lieux desservis : Grigny (Mairie) - Stations et gares desservie : Grigny-Centre (RER D) et Ferme Neuve (T12). | | | | | | | | |
| 4222  | Autre : - Zone traversée : 5 - Arrêts non accessibles aux UFR : — - Amplitudes horaires : La ligne fonctionne du lundi au vendredi de 6 h 10 à 9 h 30 puis de 14 h 55 à 19 h 55. - Date de dernière mise à jour : 20 février 2025. | | | | | | | | |
| 4222  | Dernière actualisation : — | | | | | | | | |
| 4223  | Savigny-sur-Orge RER ⥋ Grigny — Tuileries Savigny-sur-Orge RER ⥋ Viry-Châtillon — Les Sablons (desserte secondaire du lundi au vendredi) | Savigny-sur-Orge RER ⥋ Grigny — Tuileries Savigny-sur-Orge RER ⥋ Viry-Châtillon — Les Sablons (desserte secondaire du lundi au vendredi) | Savigny-sur-Orge RER ⥋ Grigny — Tuileries Savigny-sur-Orge RER ⥋ Viry-Châtillon — Les Sablons (desserte secondaire du lundi au vendredi) | Savigny-sur-Orge RER ⥋ Grigny — Tuileries Savigny-sur-Orge RER ⥋ Viry-Châtillon — Les Sablons (desserte secondaire du lundi au vendredi) | Savigny-sur-Orge RER ⥋ Grigny — Tuileries Savigny-sur-Orge RER ⥋ Viry-Châtillon — Les Sablons (desserte secondaire du lundi au vendredi) | Savigny-sur-Orge RER ⥋ Grigny — Tuileries Savigny-sur-Orge RER ⥋ Viry-Châtillon — Les Sablons (desserte secondaire du lundi au vendredi) | Savigny-sur-Orge RER ⥋ Grigny — Tuileries Savigny-sur-Orge RER ⥋ Viry-Châtillon — Les Sablons (desserte secondaire du lundi au vendredi) | Savigny-sur-Orge RER ⥋ Grigny — Tuileries Savigny-sur-Orge RER ⥋ Viry-Châtillon — Les Sablons (desserte secondaire du lundi au vendredi) | Savigny-sur-Orge RER ⥋ Grigny — Tuileries Savigny-sur-Orge RER ⥋ Viry-Châtillon — Les Sablons (desserte secondaire du lundi au vendredi) |
| 4223  | Ouverture / Fermeture — / — | Longueur 8,10 km | Durée 5 à 25 min | Nb. d’arrêts 17 | Matériel Standards | Jours de fonctionnement L, Ma, Me, J, V, S, D                                                                                            | Jour / Soir / Nuit / Fêtes O / N / N / O                                                                                                 | Voy. / an — | Dépôt Bondoufle |
| 4223  | Desserte : - Villes et lieux desservis : Savigny-sur-Orge (Lycée Jean-Baptiste Corot, Lycée Gaspard Monge), Viry-Châtillon et Grigny (Mairie). - Stations et gares desservies : Savigny-sur-Orge (RER C), Amédée Gordini (T12) et Grigny-Centre (RER D). | | | | | | | | |
| 4223  | Autre : - Zones traversées : 4 et 5 - Arrêts non accessibles aux UFR : Gare de Savigny-sur-Orge RER, Monge, Le Billoir, Amédée Gordini. - Vers Gare de Savigny-sur-Orge RER : Pablo Neruda. - Vers Grigny - Tuileries : Président Kennedy. - Amplitudes horaires : La ligne fonctionne du lundi au vendredi de 5 h 45 à 23 h 5, le samedi de 7 h 40 à 20 h 40 et les dimanches et fêtes de 9 h 30 à 21 h 5. - Particularités : Il existe des services du lundi au vendredi à certaines heures entre Savigny-sur-Orge RER et Les Sablons en début de service et aux heures de pointe du soir. - Date de dernière mise à jour : 20 février 2025. | | | | | | | | |
| 4223  | Dernière actualisation : — | | | | | | | | |

### Lignes 4230 à 4239
| Ligne | Caractéristiques | Caractéristiques | Caractéristiques | Caractéristiques | Caractéristiques | Caractéristiques | Caractéristiques | Caractéristiques | Caractéristiques |
| 4230  | Gare de Corbeil-Essonnes — Henri Barbusse ⥋ Saintry-sur-Seine — Hameau de Seine / Morsang-sur-Seine — Mairie (à certaines heures) | Gare de Corbeil-Essonnes — Henri Barbusse ⥋ Saintry-sur-Seine — Hameau de Seine / Morsang-sur-Seine — Mairie (à certaines heures) | Gare de Corbeil-Essonnes — Henri Barbusse ⥋ Saintry-sur-Seine — Hameau de Seine / Morsang-sur-Seine — Mairie (à certaines heures) | Gare de Corbeil-Essonnes — Henri Barbusse ⥋ Saintry-sur-Seine — Hameau de Seine / Morsang-sur-Seine — Mairie (à certaines heures) | Gare de Corbeil-Essonnes — Henri Barbusse ⥋ Saintry-sur-Seine — Hameau de Seine / Morsang-sur-Seine — Mairie (à certaines heures) | Gare de Corbeil-Essonnes — Henri Barbusse ⥋ Saintry-sur-Seine — Hameau de Seine / Morsang-sur-Seine — Mairie (à certaines heures) | Gare de Corbeil-Essonnes — Henri Barbusse ⥋ Saintry-sur-Seine — Hameau de Seine / Morsang-sur-Seine — Mairie (à certaines heures) | Gare de Corbeil-Essonnes — Henri Barbusse ⥋ Saintry-sur-Seine — Hameau de Seine / Morsang-sur-Seine — Mairie (à certaines heures) | Gare de Corbeil-Essonnes — Henri Barbusse ⥋ Saintry-sur-Seine — Hameau de Seine / Morsang-sur-Seine — Mairie (à certaines heures) |
| ----- | --- | --- | --- | --- | --- | --- | --- | --- | --- |
| 4230  | Ouverture / Fermeture 4 mai 2009 / — | Longueur 13,75 km | Durée 10-20 min | Nb. d’arrêts 20 | Matériel Standards | Jours de fonctionnement L, Ma, Me, J, V, S                                                                                        | Jour / Soir / Nuit / Fêtes O / N / N / N                                                                                          | Voy. / an — | Dépôt Corbeil-Essonnes |
| 4230  | Desserte : - Villes et lieux desservis : Corbeil-Essonnes (Grands Moulins de Corbeil, Mairie, Pont de l'Armée Patton, Quai Maurice Riquiez) , Saintry-sur-Seine (Eglise, Mairie, Cimetière, Stade) et Morsang-sur-Seine (Service de Compagnie des Eaux, Mairie) - Gare desservie : Corbeil-Essonnes | | | | | | | | |
| 4230  | Autre : - Zone traversée : 5 - Arrêts non accessibles aux UFR : — - Amplitudes horaires : La ligne fonctionne du lundi au vendredi de 5 h 45 à 20 h 55 et le samedi de 7 h 20 à 14 h 30. - Date de dernière mise à jour : 17 juin 2025. | | | | | | | | |
| 4230  | Dernière actualisation : — | | | | | | | | |
| 4231  | Gare de Corbeil-Essonnes — Henri Barbusse ⥋ Tigery — Petit Sénart | Gare de Corbeil-Essonnes — Henri Barbusse ⥋ Tigery — Petit Sénart                                                                 | Gare de Corbeil-Essonnes — Henri Barbusse ⥋ Tigery — Petit Sénart                                                                 | Gare de Corbeil-Essonnes — Henri Barbusse ⥋ Tigery — Petit Sénart                                                                 | Gare de Corbeil-Essonnes — Henri Barbusse ⥋ Tigery — Petit Sénart                                                                 | Gare de Corbeil-Essonnes — Henri Barbusse ⥋ Tigery — Petit Sénart                                                                 | Gare de Corbeil-Essonnes — Henri Barbusse ⥋ Tigery — Petit Sénart                                                                 | Gare de Corbeil-Essonnes — Henri Barbusse ⥋ Tigery — Petit Sénart                                                                 | Gare de Corbeil-Essonnes — Henri Barbusse ⥋ Tigery — Petit Sénart                                                                 |
| 4231  | Ouverture / Fermeture — / — | Longueur — | Durée 40 min | Nb. d’arrêts 29 | Matériel Standards | Jours de fonctionnement L, Ma, Me, J, V, S                                                                                        | Jour / Soir / Nuit / Fêtes O / N / N / N                                                                                          | Voy. / an — | Dépôt Corbeil-Essonnes |
| 4231  | Desserte : - Villes et lieux desservis : Corbeil-Essonnes (Grands Moulins de Corbeil, Mairie, Pont de l'Armée Patton), Saint-Pierre-du-Perray, Saint-Germain-lès-Corbeil (Eglise, Mairie) et Tigery (Cimetière, Mairie) - Gares desservies : Corbeil-Essonnes | | | | | | | | |
| 4231  | Autre : - Zone traversée : 5 - Arrêts non accessibles aux UFR : — - Amplitudes horaires : La ligne fonctionne du lundi au vendredi de 5 h 45 à 21 h 30 et le samedi de 8 h 0 à 21 h 40. - Particularités : - Les arrêts situés entre Centre Commercial et Vieux Marché sont desservis sur le même arrêt quel que soit le sens de passage. - Date de dernière mise à jour : 17 juin 2025 | | | | | | | | |
| 4231  | Dernière actualisation : — | | | | | | | | |
| 4232  | Gare d'Évry-Courcouronnes Centre — Niveau 1 ⥋ Saint-Germain-lès-Corbeil — Le Golf | Gare d'Évry-Courcouronnes Centre — Niveau 1 ⥋ Saint-Germain-lès-Corbeil — Le Golf                                                 | Gare d'Évry-Courcouronnes Centre — Niveau 1 ⥋ Saint-Germain-lès-Corbeil — Le Golf                                                 | Gare d'Évry-Courcouronnes Centre — Niveau 1 ⥋ Saint-Germain-lès-Corbeil — Le Golf                                                 | Gare d'Évry-Courcouronnes Centre — Niveau 1 ⥋ Saint-Germain-lès-Corbeil — Le Golf                                                 | Gare d'Évry-Courcouronnes Centre — Niveau 1 ⥋ Saint-Germain-lès-Corbeil — Le Golf                                                 | Gare d'Évry-Courcouronnes Centre — Niveau 1 ⥋ Saint-Germain-lès-Corbeil — Le Golf                                                 | Gare d'Évry-Courcouronnes Centre — Niveau 1 ⥋ Saint-Germain-lès-Corbeil — Le Golf                                                 | Gare d'Évry-Courcouronnes Centre — Niveau 1 ⥋ Saint-Germain-lès-Corbeil — Le Golf                                                 |
| 4232  | Ouverture / Fermeture — / — | Longueur — | Durée 30-40 min | Nb. d’arrêts 27 | Matériel Standards | Jours de fonctionnement L, Ma, Me, J, V, S                                                                                        | Jour / Soir / Nuit / Fêtes O / N / N / N                                                                                          | Voy. / an — | Dépôt Corbeil-Essonnes |
| 4232  | Desserte : - Villes et lieux desservis : Évry-Courcouronnes (Centre commercial régional Le Spot Évry, Lycée Parc des Loges, Préfecture départementale de l'Essonne, Clinique du Mousseau), Étiolles (Bois des Coudraies, Lycée professionnel hôtelier Château des Coudraies, Mairie, Eglise, Zone d'activités Etiolles Country Club) , Soisy-sur-Seine et Saint-Germain-lès-Corbeil (Golf de Saint-Germain-lès-Corbeil). - Gares desservies : Évry-Val-de-Seine, Évry-Courcouronnes                                                                                                   | | | | | | | | |
| 4232  | Autre : - Zone traversée : 5 - Arrêts non accessibles aux UFR : — - Amplitudes horaires : La ligne fonctionne du lundi au vendredi de 5 h 55 à 21 h 35 et le samedi de 6 h 15 à 21 h 45. - Particularités : - Les arrêts Lycée des Loges, Ratisbonne et Le Parc sont desservis du lundi au vendredi en période scolaire aux heures d'entrée et de sortie de l'établissement scolaire ; - Date de dernière mise à jour : 6 janvier 2025. | | | | | | | | |
| 4232  | Dernière actualisation : — | | | | | | | | |
| 4233  | Juvisy Gare Routière Seine ⥋ Étiolles — Bois des Coudraies / Résidence La Vallée (à certaines heures) | Juvisy Gare Routière Seine ⥋ Étiolles — Bois des Coudraies / Résidence La Vallée (à certaines heures)                             | Juvisy Gare Routière Seine ⥋ Étiolles — Bois des Coudraies / Résidence La Vallée (à certaines heures)                             | Juvisy Gare Routière Seine ⥋ Étiolles — Bois des Coudraies / Résidence La Vallée (à certaines heures)                             | Juvisy Gare Routière Seine ⥋ Étiolles — Bois des Coudraies / Résidence La Vallée (à certaines heures)                             | Juvisy Gare Routière Seine ⥋ Étiolles — Bois des Coudraies / Résidence La Vallée (à certaines heures)                             | Juvisy Gare Routière Seine ⥋ Étiolles — Bois des Coudraies / Résidence La Vallée (à certaines heures)                             | Juvisy Gare Routière Seine ⥋ Étiolles — Bois des Coudraies / Résidence La Vallée (à certaines heures)                             | Juvisy Gare Routière Seine ⥋ Étiolles — Bois des Coudraies / Résidence La Vallée (à certaines heures)                             |
| 4233  | Ouverture / Fermeture 4 mai 2009 / — | Longueur — | Durée 20-35 min | Nb. d’arrêts 31 | Matériel Midibus Standards | Jours de fonctionnement L, Ma, Me, J, V, S                                                                                        | Jour / Soir / Nuit / Fêtes O / O / N / N                                                                                          | Voy. / an — | Dépôt Corbeil-Essonnes |
| 4233  | Desserte : - Villes et lieux desservis : Juvisy, Draveil (Parc de Champrosay), Soisy-sur-Seine (Parc du Grand Veneur) et Étiolles (Bois des Coudraies, Lycée professionnel hôtelier Château des Coudraies) - Gare desservie : Juvisy | | | | | | | | |
| 4233  | Autre : - Zones traversées : 4 et 5 - Arrêts non accessibles aux UFR : — - Amplitudes horaires : La ligne fonctionne du lundi au vendredi de 6 h 20 à 22 h 20 et le samedi de 6 h 0 à 21 h 50. - Particularités : - Les arrêts entre Grand Veneur et Rue des Meillottes sont desservis à certaines heures en direction de Gare de Juvisy. - La ligne est prolongée à Résidence La Vallée en semaine uniquement : - Le matin entre 6 h 40 et 8 h 50 en direction de Juvisy. - Le soir entre 18 h 0 et 20 h 0 en direction d'Étiolles. - Date de dernière mise à jour : 6 janvier 2025. | | | | | | | | |
| 4233  | Dernière actualisation : — | | | | | | | | |

### Lignes 4240 à 4249
| Ligne | Caractéristiques | Caractéristiques | Caractéristiques | Caractéristiques | Caractéristiques | Caractéristiques | Caractéristiques | Caractéristiques | Caractéristiques |
| 4240  | (Circulaire) Corbeil-Essonnes — Piscine ⥋ via le centre-ville de Corbeil-Essonnes | (Circulaire) Corbeil-Essonnes — Piscine ⥋ via le centre-ville de Corbeil-Essonnes                                                   | (Circulaire) Corbeil-Essonnes — Piscine ⥋ via le centre-ville de Corbeil-Essonnes                                                   | (Circulaire) Corbeil-Essonnes — Piscine ⥋ via le centre-ville de Corbeil-Essonnes                                                   | (Circulaire) Corbeil-Essonnes — Piscine ⥋ via le centre-ville de Corbeil-Essonnes                                                   | (Circulaire) Corbeil-Essonnes — Piscine ⥋ via le centre-ville de Corbeil-Essonnes                                                   | (Circulaire) Corbeil-Essonnes — Piscine ⥋ via le centre-ville de Corbeil-Essonnes                                                   | (Circulaire) Corbeil-Essonnes — Piscine ⥋ via le centre-ville de Corbeil-Essonnes                                                   | (Circulaire) Corbeil-Essonnes — Piscine ⥋ via le centre-ville de Corbeil-Essonnes                                                   |
| ----- | --- | --- | --- | --- | --- | --- | --- | --- | --- |
| 4240  | Ouverture / Fermeture 18 mars 2013 / — | Longueur 6,5 km | Durée 30 min | Nb. d’arrêts 21 | Matériel Minibus | Jours de fonctionnement L, Ma, Me, J, V, S                                                                                          | Jour / Soir / Nuit / Fêtes O / N / N / N                                                                                            | Voy. / an — | Dépôt Corbeil-Essonnes |
| 4240  | Desserte : - Ville et lieux desservis : Corbeil-Essonnes (Stade nautique Gabriel Menut, Stade Léo Lagrange, Vieux Corbeil, Grands Moulins de Corbeil, Centre de Santé, Parc Chantemerle, Palais des Sports, Conservatoire Claude Debussy) - Gares desservies : Corbeil-Essonnes et Essonnes - Robinson | | | | | | | | |
| 4240  | Autre : - Zone traversée : 5 - Arrêts non accessibles aux UFR : René Pierre, Maison de Retraite - Amplitudes horaires : La ligne fonctionne du lundi au samedi de 7 h 30 à 12 h puis de 15 h à 19 h. - Date de dernière mise à jour : 5 juin 2025. | | | | | | | | |
| 4240  | Dernière actualisation : — | | | | | | | | |
| 4241  | Gare de Ris-Orangis Bois de l'Épine ⥋ Gare de Corbeil-Essonnes — Émile Zola | Gare de Ris-Orangis Bois de l'Épine ⥋ Gare de Corbeil-Essonnes — Émile Zola                                                         | Gare de Ris-Orangis Bois de l'Épine ⥋ Gare de Corbeil-Essonnes — Émile Zola                                                         | Gare de Ris-Orangis Bois de l'Épine ⥋ Gare de Corbeil-Essonnes — Émile Zola                                                         | Gare de Ris-Orangis Bois de l'Épine ⥋ Gare de Corbeil-Essonnes — Émile Zola                                                         | Gare de Ris-Orangis Bois de l'Épine ⥋ Gare de Corbeil-Essonnes — Émile Zola                                                         | Gare de Ris-Orangis Bois de l'Épine ⥋ Gare de Corbeil-Essonnes — Émile Zola                                                         | Gare de Ris-Orangis Bois de l'Épine ⥋ Gare de Corbeil-Essonnes — Émile Zola                                                         | Gare de Ris-Orangis Bois de l'Épine ⥋ Gare de Corbeil-Essonnes — Émile Zola                                                         |
| 4241  | Ouverture / Fermeture Mars 1978 / — | Longueur — | Durée 45 min | Nb. d’arrêts 38 | Matériel Standards Articulés | Jours de fonctionnement L, Ma, Me, J, V, S, D                                                                                       | Jour / Soir / Nuit / Fêtes O / O / N / O                                                                                            | Voy. / an — | Dépôt Bondoufle |
| 4241  | Desserte : - Villes et lieux desservis : Ris-Orangis (Lycée Pierre Mendès France), Évry-Courcouronnes (Lycée Parc des Loges, Clinique de l'Essonne, Centre commercial régional Le Spot Évry, Université d'Évry), Lisses (Complexe sportif, Mairie, ZAC Exona) et Corbeil-Essonnes (Centre commercial Exona - Marques Avenue A6, Lycée Robert Doisneau, Marché des Tarterêts, Cimetière) - Gares desservies : Orangis - Bois de l'Épine (RER D) , Évry-Courcouronnes (RER D, T12) et Corbeil-Essonnes (RER D, T Zen 1) | | | | | | | | |
| 4241  | Autre : - Zone traversée : 5 - Arrêts non accessibles aux UFR : Marques Avenue. - Vers Gare d'Orangis - Bois de l'Épine RER : - - Vers Gare de Corbeil-Essonnes RER : Henri Matisse, Général de Gaulle. - Amplitudes horaires : La ligne fonctionne du lundi au vendredi de 5 h 15 à 23 h, le samedi de 5 h 50 à 22 h 30 et les dimanches et fêtes de 6 h 30 à 22 h 5. - Date de dernière mise à jour : 9 janvier 2025. | | | | | | | | |
| 4241  | Dernière actualisation : — | | | | | | | | |
| 4242  | Gare du Bras de Fer - Évry - Génopole ⥋ Le Coudray-Montceaux — Terminal David Douillet | Gare du Bras de Fer - Évry - Génopole ⥋ Le Coudray-Montceaux — Terminal David Douillet                                              | Gare du Bras de Fer - Évry - Génopole ⥋ Le Coudray-Montceaux — Terminal David Douillet                                              | Gare du Bras de Fer - Évry - Génopole ⥋ Le Coudray-Montceaux — Terminal David Douillet                                              | Gare du Bras de Fer - Évry - Génopole ⥋ Le Coudray-Montceaux — Terminal David Douillet                                              | Gare du Bras de Fer - Évry - Génopole ⥋ Le Coudray-Montceaux — Terminal David Douillet                                              | Gare du Bras de Fer - Évry - Génopole ⥋ Le Coudray-Montceaux — Terminal David Douillet                                              | Gare du Bras de Fer - Évry - Génopole ⥋ Le Coudray-Montceaux — Terminal David Douillet                                              | Gare du Bras de Fer - Évry - Génopole ⥋ Le Coudray-Montceaux — Terminal David Douillet                                              |
| 4242  | Ouverture / Fermeture 6 janvier 2025 / — | Longueur — | Durée 20-30 min | Nb. d’arrêts 16 | Matériel Articulés | Jours de fonctionnement L, Ma, Me, J, V, S, D                                                                                       | Jour / Soir / Nuit / Fêtes O / O / N / O                                                                                            | Voy. / an — | Dépôt Bondoufle |
| 4242  | Desserte : - Villes et lieux desservis : Évry-Courcouronnes, Corbeil-Essonnes (Centre hospitalier sud francilien, Lycée Robert Doisneau, RN7, Fondation Serge-Dassault) et Le Coudray-Montceaux (RN7, Mairie) - Gare desservie : Bras de Fer - Évry - Génopole | | | | | | | | |
| 4242  | Autre : - Zone traversée : 5 - Arrêts non accessibles aux UFR : Léon Cassé, Ambroise Croizat - Amplitudes horaires : La ligne fonctionne tous les jours de 4 h 30 à 23 h 20. - Date de dernière mise à jour : 27 mai 2025. | | | | | | | | |
| 4242  | Dernière actualisation : — | | | | | | | | |
| 4243  | Gare du Moulin-Galant ⥋ Gare de Corbeil-Essonnes — Émile Zola | Gare du Moulin-Galant ⥋ Gare de Corbeil-Essonnes — Émile Zola                                                                       | Gare du Moulin-Galant ⥋ Gare de Corbeil-Essonnes — Émile Zola                                                                       | Gare du Moulin-Galant ⥋ Gare de Corbeil-Essonnes — Émile Zola                                                                       | Gare du Moulin-Galant ⥋ Gare de Corbeil-Essonnes — Émile Zola                                                                       | Gare du Moulin-Galant ⥋ Gare de Corbeil-Essonnes — Émile Zola                                                                       | Gare du Moulin-Galant ⥋ Gare de Corbeil-Essonnes — Émile Zola                                                                       | Gare du Moulin-Galant ⥋ Gare de Corbeil-Essonnes — Émile Zola                                                                       | Gare du Moulin-Galant ⥋ Gare de Corbeil-Essonnes — Émile Zola                                                                       |
| 4243  | Ouverture / Fermeture 4 mai 2009 / — | Longueur 7,65 km | Durée 15-25 min | Nb. d’arrêts 21 | Matériel Standards | Jours de fonctionnement L, Ma, Me, J, V, S, D                                                                                       | Jour / Soir / Nuit / Fêtes O / O / N / O                                                                                            | Voy. / an — | Dépôt Corbeil-Essonnes |
| 4243  | Desserte : - Ville et lieux desservis : Corbeil-Essonnes (ZAC de la Papeterie, Parc Robinson, Conservatoire Claude Debussy, Parc Chantemerle, Théâtre, Grands Moulins de Corbeil, Cimetière) - Gares desservies : Moulin-Galant, Essonnes - Robinson et Corbeil-Essonnes | | | | | | | | |
| 4243  | Autre : - Zone traversée : 5 - Arrêts non accessibles aux UFR : — - Amplitudes horaires : La ligne fonctionne du lundi au vendredi de 5 h 5 à 0 h 15, le samedi de 5 h 35 à 0 h 15 et les dimanches et fêtes à partir de 6 h 30. - Particularités : La ligne 4243 remplace le RER D entre Corbeil-Essonnes et Le Moulin Galant en passant par Essonnes-Robinson de 21 h à 0 h. - Date de dernière mise à jour : 5 juin 2025. | | | | | | | | |
| 4243  | Dernière actualisation : — | | | | | | | | |
| 4244  | Villabé — Centre Commercial ⥋ Bondoufle — Marinière Lycée Lisses — L'Églantier ⥋ Fleury-Mérogis — Clément Ader (à certaines heures) | Villabé — Centre Commercial ⥋ Bondoufle — Marinière Lycée Lisses — L'Églantier ⥋ Fleury-Mérogis — Clément Ader (à certaines heures) | Villabé — Centre Commercial ⥋ Bondoufle — Marinière Lycée Lisses — L'Églantier ⥋ Fleury-Mérogis — Clément Ader (à certaines heures) | Villabé — Centre Commercial ⥋ Bondoufle — Marinière Lycée Lisses — L'Églantier ⥋ Fleury-Mérogis — Clément Ader (à certaines heures) | Villabé — Centre Commercial ⥋ Bondoufle — Marinière Lycée Lisses — L'Églantier ⥋ Fleury-Mérogis — Clément Ader (à certaines heures) | Villabé — Centre Commercial ⥋ Bondoufle — Marinière Lycée Lisses — L'Églantier ⥋ Fleury-Mérogis — Clément Ader (à certaines heures) | Villabé — Centre Commercial ⥋ Bondoufle — Marinière Lycée Lisses — L'Églantier ⥋ Fleury-Mérogis — Clément Ader (à certaines heures) | Villabé — Centre Commercial ⥋ Bondoufle — Marinière Lycée Lisses — L'Églantier ⥋ Fleury-Mérogis — Clément Ader (à certaines heures) | Villabé — Centre Commercial ⥋ Bondoufle — Marinière Lycée Lisses — L'Églantier ⥋ Fleury-Mérogis — Clément Ader (à certaines heures) |
| 4244  | Ouverture / Fermeture Juin 1989 / — | Longueur — | Durée 5-25 min | Nb. d’arrêts 27 | Matériel Standards Articulés | Jours de fonctionnement L, Ma, Me, J, V                                                                                             | Jour / Soir / Nuit / Fêtes O / N / N / N                                                                                            | Voy. / an — | Dépôt Bondoufle |
| 4244  | Desserte : - Villes et lieux desservis : Villabé (Centre commercial), Lisses (Zone d'activités du Clos aux Pois, IKEA Evry, Mairie, Complexe sportif), Évry-Courcouronnes, Bondoufle (Stade Robert Bobin, Lycée François Truffaut) et Fleury-Mérogis (Zone industrielle des Ciroliers) | | | | | | | | |
| 4244  | Autre : - Zone traversée : 5 - Arrêts non accessibles aux UFR : — - Amplitudes horaires : La ligne fonctionne du lundi au vendredi de 6 h 55 à 19 h 10. - Particularités : - La ligne, divisée en deux parties, effectue le plus souvent le service entre Villabé - Centre Commercial et Bondoufle - Marinière Lycée. - Néanmoins, la ligne 4244 effectue également un service partiel entre Lisses - L'Eglantier et Fleury-Mérogis - Clément Ader à certaines heures, ce qui constitue un prolongement entre Marinière Lycée et Clément Ader, notamment aux heures de pointe. - Les arrêts Léonard de Vinci et Ferme des Folies sont desservis à certaines heures. - Date de dernière mise à jour : 2 mai 2025. | | | | | | | | |
| 4244  | Dernière actualisation : — | | | | | | | | |
| 4245  | Gare d'Évry-Courcouronnes Centre — Niveau 1 ⥋ Gare de Corbeil-Essonnes — Henri Barbusse | Gare d'Évry-Courcouronnes Centre — Niveau 1 ⥋ Gare de Corbeil-Essonnes — Henri Barbusse                                             | Gare d'Évry-Courcouronnes Centre — Niveau 1 ⥋ Gare de Corbeil-Essonnes — Henri Barbusse                                             | Gare d'Évry-Courcouronnes Centre — Niveau 1 ⥋ Gare de Corbeil-Essonnes — Henri Barbusse                                             | Gare d'Évry-Courcouronnes Centre — Niveau 1 ⥋ Gare de Corbeil-Essonnes — Henri Barbusse                                             | Gare d'Évry-Courcouronnes Centre — Niveau 1 ⥋ Gare de Corbeil-Essonnes — Henri Barbusse                                             | Gare d'Évry-Courcouronnes Centre — Niveau 1 ⥋ Gare de Corbeil-Essonnes — Henri Barbusse                                             | Gare d'Évry-Courcouronnes Centre — Niveau 1 ⥋ Gare de Corbeil-Essonnes — Henri Barbusse                                             | Gare d'Évry-Courcouronnes Centre — Niveau 1 ⥋ Gare de Corbeil-Essonnes — Henri Barbusse                                             |
| 4245  | Ouverture / Fermeture Octobre 1990 / — | Longueur — | Durée 30-40 min | Nb. d’arrêts 29 | Matériel Standards | Jours de fonctionnement L, Ma, Me, J, V, S, D                                                                                       | Jour / Soir / Nuit / Fêtes O / O / N / O                                                                                            | Voy. / an — | Dépôt Bondoufle, Corbeil-Essonnes                                                                                                   |
| 4245  | Desserte : - Villes et lieux desservis : Évry-Courcouronnes (Université d'Évry), Lisses (Zone d'activités du Clos aux Pois, IKEA Évry), Villabé (Centre commercial, Mairie, Cimetière, Cirque de l'Essonne) et Corbeil-Essonnes (Hameau de la Petite Nacelle, Parc Robinson, Conservatoire Claude Debussy, Parc Chantemerle, Théâtre, Grands Moulins de Corbeil) - Gares desservies : Évry-Courcouronnes, Villabé, Essonnes - Robinson et Corbeil-Essonnes | | | | | | | | |
| 4245  | Autre : - Zone traversée : 5 - Arrêts non accessibles aux UFR : Clos aux Pois. - Vers Gare d'Évry-Courcouronnes - Centre RER : (néant). - Vers Gare de Corbeil-Essonnes RER : Mairie de Villabé. - Amplitudes horaires : La ligne fonctionne du lundi au vendredi de 5 h 15 à 22 h 55, le samedi jusqu'à 22 h 35 et les dimanches et fêtes de 6 h 5 à 22 h 35. - Particularités : La ligne 4245 remplace le RER D entre Corbeil-Essonnes et Villabé en passant par Essonnes-Robinson de 21 h à 22 h 30. - Date de dernière mise à jour : 16 août 2025. | | | | | | | | |
| 4245  | Dernière actualisation : — | | | | | | | | |
| 4246  | Le Coudray-Montceaux — Les Griottes ⥋ Le Coudray-Montceaux — Gabrielle d'Estrées | Le Coudray-Montceaux — Les Griottes ⥋ Le Coudray-Montceaux — Gabrielle d'Estrées                                                    | Le Coudray-Montceaux — Les Griottes ⥋ Le Coudray-Montceaux — Gabrielle d'Estrées                                                    | Le Coudray-Montceaux — Les Griottes ⥋ Le Coudray-Montceaux — Gabrielle d'Estrées                                                    | Le Coudray-Montceaux — Les Griottes ⥋ Le Coudray-Montceaux — Gabrielle d'Estrées                                                    | Le Coudray-Montceaux — Les Griottes ⥋ Le Coudray-Montceaux — Gabrielle d'Estrées                                                    | Le Coudray-Montceaux — Les Griottes ⥋ Le Coudray-Montceaux — Gabrielle d'Estrées                                                    | Le Coudray-Montceaux — Les Griottes ⥋ Le Coudray-Montceaux — Gabrielle d'Estrées                                                    | Le Coudray-Montceaux — Les Griottes ⥋ Le Coudray-Montceaux — Gabrielle d'Estrées                                                    |
| 4246  | Ouverture / Fermeture Septembre 1991 / — | Longueur — | Durée 5-25 min | Nb. d’arrêts 13 | Matériel Minibus Midibus | Jours de fonctionnement L, Ma, Me, J, V, S                                                                                          | Jour / Soir / Nuit / Fêtes O / N / N / N                                                                                            | Voy. / an — | Dépôt Bondoufle |
| 4246  | Desserte : - Ville et lieux desservis : Le Coudray-Montceaux (Golf, Eglise, Manoir des Cygnes, Stade Robert-Dautier, Gymnase David-Douillet, Mairie, Centre commercial Les Terrasses) - Gare desservie : Le Coudray-Montceaux | | | | | | | | |
| 4246  | Autre : - Zone traversée : 5 - Arrêts non accessibles aux UFR : Les Griottes et de Libellules 1 à Gare du Coudray-Montceaux - Amplitudes horaires : La ligne fonctionne : - en période scolaire du lundi au vendredi de 6 h 50 à 8 h 25 ou 8 h 20 le mercredi, puis de 16 h 40 à 19 h 15 et le samedi de 7 h 25 à 8 h 25 puis de 11 h 35 à 13 h 40 ; - en période de vacances scolaires du lundi au vendredi de 6 h 50 à 8 h 20 puis de 16 h 40 à 19 h 15. - Particularités : Les parcours de la ligne sont décomposés comme suit : - la desserte de tous les arrêts ; - la desserte en période scolaire excepté le mercredi, entre Terminal David Douillet et Gabrielle d'Estrées à raison d'un aller le matin et d'un retour le soir ; - la desserte entre Les Griottes et Gabrielle d'Estrées sans passer par le lotissement des Libellules ni par la gare ; - la desserte entre Les Libellules et Gabrielle d'Estrées sans passer par le quartier de la Guiche ni par la gare. - Date de dernière mise à jour : 6 janvier 2025. | | | | | | | | |
| 4246  | Dernière actualisation : — | | | | | | | | |

### Lignes 4250 et 4251
| Ligne | Caractéristiques | Caractéristiques                                                   | Caractéristiques                                                   | Caractéristiques                                                   | Caractéristiques                                                   | Caractéristiques                                                   | Caractéristiques                                                   | Caractéristiques                                                   | Caractéristiques                                                   |
| 4250  | Gare de Corbeil-Essonnes — Henri Barbusse ⥋ Gare de Melun | Gare de Corbeil-Essonnes — Henri Barbusse ⥋ Gare de Melun          | Gare de Corbeil-Essonnes — Henri Barbusse ⥋ Gare de Melun          | Gare de Corbeil-Essonnes — Henri Barbusse ⥋ Gare de Melun          | Gare de Corbeil-Essonnes — Henri Barbusse ⥋ Gare de Melun          | Gare de Corbeil-Essonnes — Henri Barbusse ⥋ Gare de Melun          | Gare de Corbeil-Essonnes — Henri Barbusse ⥋ Gare de Melun          | Gare de Corbeil-Essonnes — Henri Barbusse ⥋ Gare de Melun          | Gare de Corbeil-Essonnes — Henri Barbusse ⥋ Gare de Melun          |
| ----- | --- | ------------------------------------------------------------------ | ------------------------------------------------------------------ | ------------------------------------------------------------------ | ------------------------------------------------------------------ | ------------------------------------------------------------------ | ------------------------------------------------------------------ | ------------------------------------------------------------------ | ------------------------------------------------------------------ |
| 4250  | Ouverture / Fermeture 2005 / — | Longueur —                                                         | Durée 60 min                                                       | Nb. d’arrêts 9                                                     | Matériel Autocar                                                   | Jours de fonctionnement L, Ma, Me, J, V, S, D                      | Jour / Soir / Nuit / Fêtes N / O / N / O                           | Voy. / an —                                                        | Dépôt —                                                            |
| 4250  | Desserte : - Villes et lieux desservis : Corbeil-Essonnes, Saint-Fargeau-Ponthierry, Boissise-le-Roi, Villiers-en-Bière, Dammarie-les-Lys et Melun - Gares desservies : Corbeil-Essonnes, Saint-Fargeau, Ponthierry - Pringy, Boissise-le-Roi, Vosves et Melun |                                                                    |                                                                    |                                                                    |                                                                    |                                                                    |                                                                    |                                                                    |                                                                    |
| 4250  | Autre : - Zone traversée : 5 - Arrêts non accessibles aux UFR : — - Amplitudes horaires : La ligne fonctionne tous les soirs de 21 h 5 à 1 h 30. - Substitution nocturne : La ligne 4250 assure le remplacement nocturne d'une branche de la ligne D du RER (branche Corbeil-Essonnes ⥋ Melun). - Date de dernière mise à jour : 6 janvier 2025.                                                                        |                                                                    |                                                                    |                                                                    |                                                                    |                                                                    |                                                                    |                                                                    |                                                                    |
| 4250  | Dernière actualisation : — |                                                                    |                                                                    |                                                                    |                                                                    |                                                                    |                                                                    |                                                                    |                                                                    |
| 4251  | Gare de Corbeil-Essonnes — Henri Barbusse ⥋ Gare de La Ferté-Alais | Gare de Corbeil-Essonnes — Henri Barbusse ⥋ Gare de La Ferté-Alais | Gare de Corbeil-Essonnes — Henri Barbusse ⥋ Gare de La Ferté-Alais | Gare de Corbeil-Essonnes — Henri Barbusse ⥋ Gare de La Ferté-Alais | Gare de Corbeil-Essonnes — Henri Barbusse ⥋ Gare de La Ferté-Alais | Gare de Corbeil-Essonnes — Henri Barbusse ⥋ Gare de La Ferté-Alais | Gare de Corbeil-Essonnes — Henri Barbusse ⥋ Gare de La Ferté-Alais | Gare de Corbeil-Essonnes — Henri Barbusse ⥋ Gare de La Ferté-Alais | Gare de Corbeil-Essonnes — Henri Barbusse ⥋ Gare de La Ferté-Alais |
| 4251  | Ouverture / Fermeture 2005 / — | Longueur —                                                         | Durée 40 min                                                       | Nb. d’arrêts 6                                                     | Matériel —                                                         | Jours de fonctionnement L, Ma, Me, J, V, S, D                      | Jour / Soir / Nuit / Fêtes N / O / N / O                           | Voy. / an —                                                        | Dépôt —                                                            |
| 4251  | Desserte : - Villes et lieux desservis : Corbeil-Essonnes, Villabé , Mennecy, Ballancourt-sur-Essonne et La Ferté-Alais - Gares desservies : Corbeil-Essonnes, Villabé, Moulin-Galant, Mennecy, Ballancourt et La Ferté-Alais |                                                                    |                                                                    |                                                                    |                                                                    |                                                                    |                                                                    |                                                                    |                                                                    |
| 4251  | Autre : - Zone traversée : 5 - Arrêts non accessibles aux UFR : — - Amplitudes horaires : La ligne fonctionne tous les soirs de 21 h 5 à 1 h 20. - Substitution nocturne : La ligne 4251 assure le remplacement nocturne d'une branche de la ligne D du RER (branche Corbeil-Essonnes ⥋ Malesherbes, limité à La Ferté-Alais). Elle dessert également la gare de Villabé. - Date de dernière mise à jour : 5 mars 2025. |                                                                    |                                                                    |                                                                    |                                                                    |                                                                    |                                                                    |                                                                    |                                                                    |
| 4251  | Dernière actualisation : — |                                                                    |                                                                    |                                                                    |                                                                    |                                                                    |                                                                    |                                                                    |                                                                    |

### Lignes 4270 à 4280 (vocation scolaire)
| Ligne | Caractéristiques | Caractéristiques | Caractéristiques | Caractéristiques | Caractéristiques | Caractéristiques | Caractéristiques | Caractéristiques | Caractéristiques |
| 4270  | Ris-Orangis — Centre commercial des Aunettes (le matin) / Ris-Orangis — Sacré Cœur (le soir) ⥋ Évry-Courcouronnes — Champs Élysées - Grand Bourg | Ris-Orangis — Centre commercial des Aunettes (le matin) / Ris-Orangis — Sacré Cœur (le soir) ⥋ Évry-Courcouronnes — Champs Élysées - Grand Bourg | Ris-Orangis — Centre commercial des Aunettes (le matin) / Ris-Orangis — Sacré Cœur (le soir) ⥋ Évry-Courcouronnes — Champs Élysées - Grand Bourg | Ris-Orangis — Centre commercial des Aunettes (le matin) / Ris-Orangis — Sacré Cœur (le soir) ⥋ Évry-Courcouronnes — Champs Élysées - Grand Bourg | Ris-Orangis — Centre commercial des Aunettes (le matin) / Ris-Orangis — Sacré Cœur (le soir) ⥋ Évry-Courcouronnes — Champs Élysées - Grand Bourg | Ris-Orangis — Centre commercial des Aunettes (le matin) / Ris-Orangis — Sacré Cœur (le soir) ⥋ Évry-Courcouronnes — Champs Élysées - Grand Bourg | Ris-Orangis — Centre commercial des Aunettes (le matin) / Ris-Orangis — Sacré Cœur (le soir) ⥋ Évry-Courcouronnes — Champs Élysées - Grand Bourg | Ris-Orangis — Centre commercial des Aunettes (le matin) / Ris-Orangis — Sacré Cœur (le soir) ⥋ Évry-Courcouronnes — Champs Élysées - Grand Bourg | Ris-Orangis — Centre commercial des Aunettes (le matin) / Ris-Orangis — Sacré Cœur (le soir) ⥋ Évry-Courcouronnes — Champs Élysées - Grand Bourg |
| ----- | --- | --- | --- | --- | --- | --- | --- | --- | --- |
| 4270  | Ouverture / Fermeture Septembre 2007 / — | Longueur — | Durée 15-20 min | Nb. d’arrêts 10 | Matériel — | Jours de fonctionnement L, Ma, Me, J, V | Jour / Soir / Nuit / Fêtes O / N / N / N | Voy. / an — | Dépôt Bondoufle |
| 4270  | Desserte : - Villes et lieux desservis : Ris-Orangis (Centre Commercial Aunettes, Centre Commercial Ferme du Temple, Eglise du Sacré-Cœur) et Évry-Courcouronnes | | | | | | | | |
| 4270  | Autre : - Zone traversée : 5 - Arrêts non accessibles aux UFR : Fauvettes, Rue du Temple et Salvador Allende - Amplitudes horaires : La ligne fonctionne du lundi au vendredi en période scolaire de 7 h 35 à 7 h 55 puis de 17 h 10 à 18 h 20 / de 12 h 20 à 12 h 35 (le mercredi uniquement). - Particularité : La ligne circule principalement en période scolaire et est dédiée principalement aux collégiens de Ris-Orangis ainsi qu'aux élèves du collège-lycée privé Notre-Dame de Sion à Évry-Courcouronnes. - Date de dernière mise à jour : 6 janvier 2025. | | | | | | | | |
| 4270  | Dernière actualisation : — | | | | | | | | |
| 4271  | Saintry-sur-Seine — Réservoirs ⥋ Évry-Courcouronnes — Lycée Georges-Brassens | Saintry-sur-Seine — Réservoirs ⥋ Évry-Courcouronnes — Lycée Georges-Brassens | Saintry-sur-Seine — Réservoirs ⥋ Évry-Courcouronnes — Lycée Georges-Brassens | Saintry-sur-Seine — Réservoirs ⥋ Évry-Courcouronnes — Lycée Georges-Brassens | Saintry-sur-Seine — Réservoirs ⥋ Évry-Courcouronnes — Lycée Georges-Brassens | Saintry-sur-Seine — Réservoirs ⥋ Évry-Courcouronnes — Lycée Georges-Brassens | Saintry-sur-Seine — Réservoirs ⥋ Évry-Courcouronnes — Lycée Georges-Brassens | Saintry-sur-Seine — Réservoirs ⥋ Évry-Courcouronnes — Lycée Georges-Brassens | Saintry-sur-Seine — Réservoirs ⥋ Évry-Courcouronnes — Lycée Georges-Brassens |
| 4271  | Ouverture / Fermeture — / — | Longueur — | Durée 35-60 min | Nb. d’arrêts 27 | Matériel — | Jours de fonctionnement L, Ma, Me, J, V | Jour / Soir / Nuit / Fêtes O / N / N / N | Voy. / an — | Dépôt Corbeil-Essonnes |
| 4271  | Desserte : - Villes et lieux desservis : Saintry-sur-Seine, Saint-Pierre-du-Perray, Saint-Germain-lès-Corbeil (Golf de Saint-Germain-lès-Corbeil), Tigery (Mairie) et Évry-Courcouronnes (Lycée Parc des Loges, Lycée Georges Brassens) | | | | | | | | |
| 4271  | Autre : - Zone traversée : 5 - Arrêts non accessibles aux UFR : — - Amplitudes horaires : La ligne fonctionne du lundi au vendredi en période scolaire de 7 h 15 à 9 h 45 puis de 14 h 50 à 18 h 40 / de 12 h 20 à 18 h 30 (le mercredi uniquement). - Date de dernière mise à jour : 6 janvier 2025. | | | | | | | | |
| 4271  | Dernière actualisation : — | | | | | | | | |
| 4272  | Gare d'Évry-Val-de-Seine ⥋ circulaire via Soisy-sur-Seine — Collège | Gare d'Évry-Val-de-Seine ⥋ circulaire via Soisy-sur-Seine — Collège | Gare d'Évry-Val-de-Seine ⥋ circulaire via Soisy-sur-Seine — Collège | Gare d'Évry-Val-de-Seine ⥋ circulaire via Soisy-sur-Seine — Collège | Gare d'Évry-Val-de-Seine ⥋ circulaire via Soisy-sur-Seine — Collège | Gare d'Évry-Val-de-Seine ⥋ circulaire via Soisy-sur-Seine — Collège | Gare d'Évry-Val-de-Seine ⥋ circulaire via Soisy-sur-Seine — Collège | Gare d'Évry-Val-de-Seine ⥋ circulaire via Soisy-sur-Seine — Collège | Gare d'Évry-Val-de-Seine ⥋ circulaire via Soisy-sur-Seine — Collège |
| 4272  | Ouverture / Fermeture — / — | Longueur — | Durée 25 min | Nb. d’arrêts 16 | Matériel Standards | Jours de fonctionnement L, Ma, Me, J, V | Jour / Soir / Nuit / Fêtes O / N / N / N | Voy. / an — | Dépôt Corbeil-Essonnes |
| 4272  | Desserte : - Villes et lieux desservis : Évry-Courcouronnes, Étiolles (Bois des Coudraies), Soisy-sur-Seine (Collège) et Saint-Germain-lès-Corbeil (Golf de Saint-Germain-lès-Corbeil) - Gare desservie : Évry-Val-de-Seine | | | | | | | | |
| 4272  | Autre : - Zone traversée : 5 - Arrêts non accessibles aux UFR : — - Amplitudes horaires : La ligne fonctionne du lundi au vendredi en période scolaire : - avec 3 départs le matin : 7 h 50, 8 h 20 et 8 h 50 où les bus circulent dans le sens des aiguilles d'une montre. - avec 5 départs le soir où les bus circulent dans le sens contraire des aiguilles d'une montre - 15 h 9, 15 h 45, 16 h 14, 16 h 45 et 17 h 9 les lundi, mardi, mercredi et vendredi - entre 11 h 44, 12 h 10, 12 h 34 et 13 h 4 le mercredi. - Date de dernière mise à jour : 6 janvier 2025. | | | | | | | | |
| 4272  | Dernière actualisation : — | | | | | | | | |
| 4273  | Moulin-Galant RER ⥋ Corbeil-Essonnes — Lycée Robert Doisneau | Moulin-Galant RER ⥋ Corbeil-Essonnes — Lycée Robert Doisneau | Moulin-Galant RER ⥋ Corbeil-Essonnes — Lycée Robert Doisneau | Moulin-Galant RER ⥋ Corbeil-Essonnes — Lycée Robert Doisneau | Moulin-Galant RER ⥋ Corbeil-Essonnes — Lycée Robert Doisneau | Moulin-Galant RER ⥋ Corbeil-Essonnes — Lycée Robert Doisneau | Moulin-Galant RER ⥋ Corbeil-Essonnes — Lycée Robert Doisneau | Moulin-Galant RER ⥋ Corbeil-Essonnes — Lycée Robert Doisneau | Moulin-Galant RER ⥋ Corbeil-Essonnes — Lycée Robert Doisneau |
| 4273  | Ouverture / Fermeture 4 mai 2009 / — | Longueur 4,25 km | Durée 15 min | Nb. d’arrêts 10 | Matériel — | Jours de fonctionnement L, Ma, Me, J, V, S | Jour / Soir / Nuit / Fêtes O / N / N / O | Voy. / an — | Dépôt — |
| 4273  | Desserte : - Ville et lieux desservis : Corbeil-Essonnes (ZAC de la Papeterie, Conservatoire, Lycée Robert Doisneau) - Gares desservies : Moulin-Galant et Essonnes - Robinson | | | | | | | | |
| 4273  | Autre : - Zone traversée : 5 - Arrêts non accessibles aux UFR : — - Amplitudes horaires : La ligne fonctionne en période scolaire du lundi au vendredi de 8 h à 18 h 20 et le samedi de 8 h à 12 h 55. - Particularités : - Les passagers de cette ligne sont principalement les élèves et étudiants du Lycée Robert Doisneau, résidant généralement dans le quartier de la Nacelle et du Moulin-Galant à Corbeil-Essonnes. - Date de dernière mise à jour : 6 janvier 2025. | | | | | | | | |
| 4273  | Dernière actualisation : — | | | | | | | | |
| 4274  | Saintry-sur-Seine — Hameau de Seine / Morsang-sur-Seine — Mairie (à certaines heures) ⥋ Corbeil-Essonnes — Lycée Robert Doisneau | Saintry-sur-Seine — Hameau de Seine / Morsang-sur-Seine — Mairie (à certaines heures) ⥋ Corbeil-Essonnes — Lycée Robert Doisneau | Saintry-sur-Seine — Hameau de Seine / Morsang-sur-Seine — Mairie (à certaines heures) ⥋ Corbeil-Essonnes — Lycée Robert Doisneau | Saintry-sur-Seine — Hameau de Seine / Morsang-sur-Seine — Mairie (à certaines heures) ⥋ Corbeil-Essonnes — Lycée Robert Doisneau | Saintry-sur-Seine — Hameau de Seine / Morsang-sur-Seine — Mairie (à certaines heures) ⥋ Corbeil-Essonnes — Lycée Robert Doisneau | Saintry-sur-Seine — Hameau de Seine / Morsang-sur-Seine — Mairie (à certaines heures) ⥋ Corbeil-Essonnes — Lycée Robert Doisneau | Saintry-sur-Seine — Hameau de Seine / Morsang-sur-Seine — Mairie (à certaines heures) ⥋ Corbeil-Essonnes — Lycée Robert Doisneau | Saintry-sur-Seine — Hameau de Seine / Morsang-sur-Seine — Mairie (à certaines heures) ⥋ Corbeil-Essonnes — Lycée Robert Doisneau | Saintry-sur-Seine — Hameau de Seine / Morsang-sur-Seine — Mairie (à certaines heures) ⥋ Corbeil-Essonnes — Lycée Robert Doisneau |
| 4274  | Ouverture / Fermeture 4 mai 2009 / — | Longueur 13,25 km | Durée 25-40 min | Nb. d’arrêts 27 | Matériel Standards | Jours de fonctionnement L, Ma, Me, J, V, S | Jour / Soir / Nuit / Fêtes O / N / N / N | Voy. / an — | Dépôt Corbeil-Essonnes |
| 4274  | Desserte : - Villes et lieux desservis : Morsang-sur-Seine (Mairie, Service de Compagnie des Eaux), Saintry-sur-Seine (Cimetière, Mairie) et Corbeil-Essonnes (Quai Maurice Riquiez, Pont Patton, Mairie, Grands Moulins de Corbeil, Théâtre, Lycée Robert Doisneau) - Gare desservie : Corbeil-Essonnes | | | | | | | | |
| 4274  | Autre : - Zone traversée : 5 - Arrêts non accessibles aux UFR : — - Amplitudes horaires : La ligne fonctionne en période scolaire du lundi au vendredi de 7 h 30 à 18 h 45 et le samedi de 7 h 40 à 13 h 10. - Particularité : - La ligne est exploitée en commun avec la ligne 4230 entre Corbeil-Essonnes - Gare RER et Morsang-sur-Seine - Mairie. - La ligne effectue le plus souvent le service entre Corbeil-Essonnes RER et Saintry-sur-Seine - Hameau de Seine. Cependant, elle est prolongée à Morsang-sur-Seine - Mairie pendant les heures de pointe. - La ligne est principalement dédiée aux élèves et étudiants du lycée Robert Doisneau à Corbeil-Essonnes. - Date de dernière mise à jour : 6 janvier 2025. | | | | | | | | |
| 4274  | Dernière actualisation : — | | | | | | | | |
| 4275  | Morsang-sur-Seine — Mairie ⥋ Saint-Germain-lès-Corbeil — Collège La Tuilerie | Morsang-sur-Seine — Mairie ⥋ Saint-Germain-lès-Corbeil — Collège La Tuilerie | Morsang-sur-Seine — Mairie ⥋ Saint-Germain-lès-Corbeil — Collège La Tuilerie | Morsang-sur-Seine — Mairie ⥋ Saint-Germain-lès-Corbeil — Collège La Tuilerie | Morsang-sur-Seine — Mairie ⥋ Saint-Germain-lès-Corbeil — Collège La Tuilerie | Morsang-sur-Seine — Mairie ⥋ Saint-Germain-lès-Corbeil — Collège La Tuilerie | Morsang-sur-Seine — Mairie ⥋ Saint-Germain-lès-Corbeil — Collège La Tuilerie | Morsang-sur-Seine — Mairie ⥋ Saint-Germain-lès-Corbeil — Collège La Tuilerie | Morsang-sur-Seine — Mairie ⥋ Saint-Germain-lès-Corbeil — Collège La Tuilerie |
| 4275  | Ouverture / Fermeture — / — | Longueur — | Durée 15-30 min | Nb. d’arrêts 18 | Matériel Articulés | Jours de fonctionnement L, Ma, Me, J, V | Jour / Soir / Nuit / Fêtes O / N / N / N | Voy. / an — | Dépôt Corbeil-Essonnes |
| 4275  | Desserte : - Villes et lieux desservis : Morsang-sur-Seine (Mairie, Service de Compagnie des Eaux), Saintry-sur-Seine (Eglise, Mairie), Saint-Germain-lès-Corbeil et Corbeil-Essonnes (Quai Maurice Riquiez) | | | | | | | | |
| 4275  | Autre : - Zone traversée : 5 - Arrêts non accessibles aux UFR : — - Amplitudes horaires : La ligne fonctionne du lundi au vendredi en période scolaire de 7 h 45 à 9 h 10 puis de 15 h 0 à 17 h 30 / de 11 h 40 à 13 h 0 (le mercredi uniquement). - Date de dernière mise à jour : 6 janvier 2025. | | | | | | | | |
| 4275  | Dernière actualisation : — | | | | | | | | |
| 4276  | Saint-Germain-lès-Corbeil — Trou Grillon ⥋ Corbeil-Essonnes — Lycée Robert Doisneau | Saint-Germain-lès-Corbeil — Trou Grillon ⥋ Corbeil-Essonnes — Lycée Robert Doisneau | Saint-Germain-lès-Corbeil — Trou Grillon ⥋ Corbeil-Essonnes — Lycée Robert Doisneau | Saint-Germain-lès-Corbeil — Trou Grillon ⥋ Corbeil-Essonnes — Lycée Robert Doisneau | Saint-Germain-lès-Corbeil — Trou Grillon ⥋ Corbeil-Essonnes — Lycée Robert Doisneau | Saint-Germain-lès-Corbeil — Trou Grillon ⥋ Corbeil-Essonnes — Lycée Robert Doisneau | Saint-Germain-lès-Corbeil — Trou Grillon ⥋ Corbeil-Essonnes — Lycée Robert Doisneau | Saint-Germain-lès-Corbeil — Trou Grillon ⥋ Corbeil-Essonnes — Lycée Robert Doisneau | Saint-Germain-lès-Corbeil — Trou Grillon ⥋ Corbeil-Essonnes — Lycée Robert Doisneau |
| 4276  | Ouverture / Fermeture 6 janvier 2025 / — | Longueur — | Durée 25-35 min | Nb. d’arrêts 8 | Matériel — | Jours de fonctionnement L, Ma, Me, J, V, S | Jour / Soir / Nuit / Fêtes O / N / N / N | Voy. / an — | Dépôt Corbeil-Essonnes |
| 4276  | Desserte : - Villes et lieux desservis : Saint-Germain-lès-Corbeil (Golf de Saint-Germain-lès-Corbeil) et Corbeil-Essonnes (Lycée Robert Doisneau) | | | | | | | | |
| 4276  | Autre : - Zone traversée : 5 - Arrêts non accessibles aux UFR : — - Amplitudes horaires : La ligne fonctionne du lundi au samedi de 7 h 45 à 9 h 10 puis de 17 h 10 à 18 h 20 les lundi, mardi, jeudi et vendredi / de 12 h 45 à 13 h 10 les mercredi et samedi uniquement. - Date de dernière mise à jour : 6 janvier 2025. | | | | | | | | |
| 4276  | Dernière actualisation : — | | | | | | | | |
| 4277  | Saintry-sur-Seine — Entrée ⥋ Évry-Courcouronnes — Lycée Georges Brassens (desserte du matin) Évry-Courcouronnes — Lycée Georges Brassens ⥋ Saintry-sur-Seine - Rue des Chèvres (desserte du soir) | Saintry-sur-Seine — Entrée ⥋ Évry-Courcouronnes — Lycée Georges Brassens (desserte du matin) Évry-Courcouronnes — Lycée Georges Brassens ⥋ Saintry-sur-Seine - Rue des Chèvres (desserte du soir) | Saintry-sur-Seine — Entrée ⥋ Évry-Courcouronnes — Lycée Georges Brassens (desserte du matin) Évry-Courcouronnes — Lycée Georges Brassens ⥋ Saintry-sur-Seine - Rue des Chèvres (desserte du soir) | Saintry-sur-Seine — Entrée ⥋ Évry-Courcouronnes — Lycée Georges Brassens (desserte du matin) Évry-Courcouronnes — Lycée Georges Brassens ⥋ Saintry-sur-Seine - Rue des Chèvres (desserte du soir) | Saintry-sur-Seine — Entrée ⥋ Évry-Courcouronnes — Lycée Georges Brassens (desserte du matin) Évry-Courcouronnes — Lycée Georges Brassens ⥋ Saintry-sur-Seine - Rue des Chèvres (desserte du soir) | Saintry-sur-Seine — Entrée ⥋ Évry-Courcouronnes — Lycée Georges Brassens (desserte du matin) Évry-Courcouronnes — Lycée Georges Brassens ⥋ Saintry-sur-Seine - Rue des Chèvres (desserte du soir) | Saintry-sur-Seine — Entrée ⥋ Évry-Courcouronnes — Lycée Georges Brassens (desserte du matin) Évry-Courcouronnes — Lycée Georges Brassens ⥋ Saintry-sur-Seine - Rue des Chèvres (desserte du soir) | Saintry-sur-Seine — Entrée ⥋ Évry-Courcouronnes — Lycée Georges Brassens (desserte du matin) Évry-Courcouronnes — Lycée Georges Brassens ⥋ Saintry-sur-Seine - Rue des Chèvres (desserte du soir) | Saintry-sur-Seine — Entrée ⥋ Évry-Courcouronnes — Lycée Georges Brassens (desserte du matin) Évry-Courcouronnes — Lycée Georges Brassens ⥋ Saintry-sur-Seine - Rue des Chèvres (desserte du soir) |
| 4277  | Ouverture / Fermeture — / — | Longueur — | Durée 45-75 min | Nb. d’arrêts 22 | Matériel Autocars Standards (rarement) | Jours de fonctionnement L, Ma, Me, J, V | Jour / Soir / Nuit / Fêtes O / N / N / N | Voy. / an — | Dépôt Corbeil-Essonnes |
| 4277  | Desserte : - Villes et lieux desservis : Évry-Courcouronnes, Étiolles, Corbeil-Essonnes, Saintry-sur-Seine et Morsang-sur-Seine | | | | | | | | |
| 4277  | Autre : - Zone traversée : 5 - Arrêts non accessibles aux UFR : — - Amplitudes horaires : La ligne fonctionne du lundi au vendredi en période scolaire de 7 h 0 à 9 h 10 puis de 15 h 50 à 19 h 10 / de 12 h 15 à 14 h 40 (le mercredi uniquement). - Date de dernière mise à jour : 1er juillet 2024. | | | | | | | | |
| 4277  | Dernière actualisation : — | | | | | | | | |
| 4278  | Fleury-Mérogis — Résidence ⥋ Bondoufle — Rue du Clos | Fleury-Mérogis — Résidence ⥋ Bondoufle — Rue du Clos | Fleury-Mérogis — Résidence ⥋ Bondoufle — Rue du Clos | Fleury-Mérogis — Résidence ⥋ Bondoufle — Rue du Clos | Fleury-Mérogis — Résidence ⥋ Bondoufle — Rue du Clos | Fleury-Mérogis — Résidence ⥋ Bondoufle — Rue du Clos | Fleury-Mérogis — Résidence ⥋ Bondoufle — Rue du Clos | Fleury-Mérogis — Résidence ⥋ Bondoufle — Rue du Clos | Fleury-Mérogis — Résidence ⥋ Bondoufle — Rue du Clos |
| 4278  | Ouverture / Fermeture 24 août 2020 / — | Longueur — | Durée 10-15 min | Nb. d’arrêts 6 | Matériel Standards | Jours de fonctionnement L, Ma, Me, J, V | Jour / Soir / Nuit / Fêtes O / N / N / N | Voy. / an — | Dépôt Bondoufle |
| 4278  | Desserte : - Villes et lieux desservis : Fleury-Mérogis (Mairie, Église du Saint-Rédempteur, Hôpital Manhès, Zone industrielle des Ciroliers) et Bondoufle | | | | | | | | |
| 4278  | Autre : - Zone traversée : 5 - Arrêts non accessibles aux UFR : — - Amplitudes horaires : La ligne fonctionne uniquement en période scolaire du lundi au vendredi de 8 h à 8 h 15 (itinéraire aller), le lundi, mardi, jeudi et vendredi de 17 h 15 à 17 h 30 et le mercredi de 12 h 40 à 12 h 55 (itinéraire retour). - Date de dernière mise à jour : 6 janvier 2025. | | | | | | | | |
| 4278  | Dernière actualisation : — | | | | | | | | |
| 4279  | Lisses — Léonard de Vinci ⥋ Mennecy — Lycée Marie Laurencin | Lisses — Léonard de Vinci ⥋ Mennecy — Lycée Marie Laurencin | Lisses — Léonard de Vinci ⥋ Mennecy — Lycée Marie Laurencin | Lisses — Léonard de Vinci ⥋ Mennecy — Lycée Marie Laurencin | Lisses — Léonard de Vinci ⥋ Mennecy — Lycée Marie Laurencin | Lisses — Léonard de Vinci ⥋ Mennecy — Lycée Marie Laurencin | Lisses — Léonard de Vinci ⥋ Mennecy — Lycée Marie Laurencin | Lisses — Léonard de Vinci ⥋ Mennecy — Lycée Marie Laurencin | Lisses — Léonard de Vinci ⥋ Mennecy — Lycée Marie Laurencin |
| 4279  | Ouverture / Fermeture 2 Septembre 2019 / — | Longueur — | Durée 40 min | Nb. d’arrêts 20 | Matériel Standards | Jours de fonctionnement L, Ma, Me, J, V, S | Jour / Soir / Nuit / Fêtes O / N / N / N | Voy. / an — | Dépôt Bondoufle |
| 4279  | Desserte : - Villes et lieux desservis : Lisses (Complexe Sportif, Mairie, Zone d'activités du Clos aux Pois), Évry-Courcouronnes, Villabé (Mairie, Cimetière) et Mennecy (Lycée Marie Laurencin) - Gare desservie : Villabé | | | | | | | | |
| 4279  | Autre : - Zone traversée : 5 - Arrêts non accessibles aux UFR : — - Amplitudes horaires : La ligne fonctionne du lundi au samedi de 7 h 35 à 8 h 20, puis de 18 h 5 à 18 h 55 le lundi, mardi, jeudi et vendredi et de 12 h 45 à 13 h 35 le mercredi et le samedi. - Particularité : La ligne est dédiée principalement a la desserte du lycée Marie Laurencin à Mennecy, elle est exploitée en commun avec la ligne 4244 aux heures de pointes et aux heures creuses du midi en période scolaire. - Date de dernière mise à jour : 6 janvier 2025. | | | | | | | | |
| 4279  | Dernière actualisation : — | | | | | | | | |
| 4280  | Montlhéry - Place de l’Europe ⥋ Viry-Châtillon - Parc Leblanc (Circuit S1) Savigny-sur-Orge - Rue des Artistes ⇀ Viry-Châtillon - Parc Leblanc (Circuit S1) Morangis - Place Lucien Boileau ⇀ Viry-Châtillon - Parc Leblanc (Circuit S1bis) Morsang-sur-Orge - Pierre Mendès France ⇀ Viry-Châtillon - Parc Leblanc (Circuit S1) Sainte-Geneviève-des-Bois - Place Hausen ⥋ Viry-Châtillon - Parc Leblanc (Circuit S1) Sainte-Geneviève-des-Bois - Place Hausen ↼ Viry-Châtillon - Parc Leblanc (Circuit S1bis) Épinay-sur-Orge - Mauregard ⥋ Viry-Châtillon - Parc Leblanc (Circuit S1) Viry-Châtillon - François Mitterrand ⇀ Viry-Châtillon - Parc Leblanc (Circuit S1, le matin) Viry-Châtillon - La Forêt ↼ Viry-Châtillon - Parc Leblanc (Circuit S1, le soir) Ris-Orangis - Monument ⇀ Viry-Châtillon - Parc Leblanc (Circuit S1) Montlhéry - Place de l’Europe ↼ Viry-Châtillon - Parc Leblanc (Circuit S14) Morangis - Place Lucien Boileau ↼ Viry-Châtillon - Parc Leblanc (Circuit S12) | Montlhéry - Place de l’Europe ⥋ Viry-Châtillon - Parc Leblanc (Circuit S1) Savigny-sur-Orge - Rue des Artistes ⇀ Viry-Châtillon - Parc Leblanc (Circuit S1) Morangis - Place Lucien Boileau ⇀ Viry-Châtillon - Parc Leblanc (Circuit S1bis) Morsang-sur-Orge - Pierre Mendès France ⇀ Viry-Châtillon - Parc Leblanc (Circuit S1) Sainte-Geneviève-des-Bois - Place Hausen ⥋ Viry-Châtillon - Parc Leblanc (Circuit S1) Sainte-Geneviève-des-Bois - Place Hausen ↼ Viry-Châtillon - Parc Leblanc (Circuit S1bis) Épinay-sur-Orge - Mauregard ⥋ Viry-Châtillon - Parc Leblanc (Circuit S1) Viry-Châtillon - François Mitterrand ⇀ Viry-Châtillon - Parc Leblanc (Circuit S1, le matin) Viry-Châtillon - La Forêt ↼ Viry-Châtillon - Parc Leblanc (Circuit S1, le soir) Ris-Orangis - Monument ⇀ Viry-Châtillon - Parc Leblanc (Circuit S1) Montlhéry - Place de l’Europe ↼ Viry-Châtillon - Parc Leblanc (Circuit S14) Morangis - Place Lucien Boileau ↼ Viry-Châtillon - Parc Leblanc (Circuit S12) | Montlhéry - Place de l’Europe ⥋ Viry-Châtillon - Parc Leblanc (Circuit S1) Savigny-sur-Orge - Rue des Artistes ⇀ Viry-Châtillon - Parc Leblanc (Circuit S1) Morangis - Place Lucien Boileau ⇀ Viry-Châtillon - Parc Leblanc (Circuit S1bis) Morsang-sur-Orge - Pierre Mendès France ⇀ Viry-Châtillon - Parc Leblanc (Circuit S1) Sainte-Geneviève-des-Bois - Place Hausen ⥋ Viry-Châtillon - Parc Leblanc (Circuit S1) Sainte-Geneviève-des-Bois - Place Hausen ↼ Viry-Châtillon - Parc Leblanc (Circuit S1bis) Épinay-sur-Orge - Mauregard ⥋ Viry-Châtillon - Parc Leblanc (Circuit S1) Viry-Châtillon - François Mitterrand ⇀ Viry-Châtillon - Parc Leblanc (Circuit S1, le matin) Viry-Châtillon - La Forêt ↼ Viry-Châtillon - Parc Leblanc (Circuit S1, le soir) Ris-Orangis - Monument ⇀ Viry-Châtillon - Parc Leblanc (Circuit S1) Montlhéry - Place de l’Europe ↼ Viry-Châtillon - Parc Leblanc (Circuit S14) Morangis - Place Lucien Boileau ↼ Viry-Châtillon - Parc Leblanc (Circuit S12) | Montlhéry - Place de l’Europe ⥋ Viry-Châtillon - Parc Leblanc (Circuit S1) Savigny-sur-Orge - Rue des Artistes ⇀ Viry-Châtillon - Parc Leblanc (Circuit S1) Morangis - Place Lucien Boileau ⇀ Viry-Châtillon - Parc Leblanc (Circuit S1bis) Morsang-sur-Orge - Pierre Mendès France ⇀ Viry-Châtillon - Parc Leblanc (Circuit S1) Sainte-Geneviève-des-Bois - Place Hausen ⥋ Viry-Châtillon - Parc Leblanc (Circuit S1) Sainte-Geneviève-des-Bois - Place Hausen ↼ Viry-Châtillon - Parc Leblanc (Circuit S1bis) Épinay-sur-Orge - Mauregard ⥋ Viry-Châtillon - Parc Leblanc (Circuit S1) Viry-Châtillon - François Mitterrand ⇀ Viry-Châtillon - Parc Leblanc (Circuit S1, le matin) Viry-Châtillon - La Forêt ↼ Viry-Châtillon - Parc Leblanc (Circuit S1, le soir) Ris-Orangis - Monument ⇀ Viry-Châtillon - Parc Leblanc (Circuit S1) Montlhéry - Place de l’Europe ↼ Viry-Châtillon - Parc Leblanc (Circuit S14) Morangis - Place Lucien Boileau ↼ Viry-Châtillon - Parc Leblanc (Circuit S12) | Montlhéry - Place de l’Europe ⥋ Viry-Châtillon - Parc Leblanc (Circuit S1) Savigny-sur-Orge - Rue des Artistes ⇀ Viry-Châtillon - Parc Leblanc (Circuit S1) Morangis - Place Lucien Boileau ⇀ Viry-Châtillon - Parc Leblanc (Circuit S1bis) Morsang-sur-Orge - Pierre Mendès France ⇀ Viry-Châtillon - Parc Leblanc (Circuit S1) Sainte-Geneviève-des-Bois - Place Hausen ⥋ Viry-Châtillon - Parc Leblanc (Circuit S1) Sainte-Geneviève-des-Bois - Place Hausen ↼ Viry-Châtillon - Parc Leblanc (Circuit S1bis) Épinay-sur-Orge - Mauregard ⥋ Viry-Châtillon - Parc Leblanc (Circuit S1) Viry-Châtillon - François Mitterrand ⇀ Viry-Châtillon - Parc Leblanc (Circuit S1, le matin) Viry-Châtillon - La Forêt ↼ Viry-Châtillon - Parc Leblanc (Circuit S1, le soir) Ris-Orangis - Monument ⇀ Viry-Châtillon - Parc Leblanc (Circuit S1) Montlhéry - Place de l’Europe ↼ Viry-Châtillon - Parc Leblanc (Circuit S14) Morangis - Place Lucien Boileau ↼ Viry-Châtillon - Parc Leblanc (Circuit S12) | Montlhéry - Place de l’Europe ⥋ Viry-Châtillon - Parc Leblanc (Circuit S1) Savigny-sur-Orge - Rue des Artistes ⇀ Viry-Châtillon - Parc Leblanc (Circuit S1) Morangis - Place Lucien Boileau ⇀ Viry-Châtillon - Parc Leblanc (Circuit S1bis) Morsang-sur-Orge - Pierre Mendès France ⇀ Viry-Châtillon - Parc Leblanc (Circuit S1) Sainte-Geneviève-des-Bois - Place Hausen ⥋ Viry-Châtillon - Parc Leblanc (Circuit S1) Sainte-Geneviève-des-Bois - Place Hausen ↼ Viry-Châtillon - Parc Leblanc (Circuit S1bis) Épinay-sur-Orge - Mauregard ⥋ Viry-Châtillon - Parc Leblanc (Circuit S1) Viry-Châtillon - François Mitterrand ⇀ Viry-Châtillon - Parc Leblanc (Circuit S1, le matin) Viry-Châtillon - La Forêt ↼ Viry-Châtillon - Parc Leblanc (Circuit S1, le soir) Ris-Orangis - Monument ⇀ Viry-Châtillon - Parc Leblanc (Circuit S1) Montlhéry - Place de l’Europe ↼ Viry-Châtillon - Parc Leblanc (Circuit S14) Morangis - Place Lucien Boileau ↼ Viry-Châtillon - Parc Leblanc (Circuit S12) | Montlhéry - Place de l’Europe ⥋ Viry-Châtillon - Parc Leblanc (Circuit S1) Savigny-sur-Orge - Rue des Artistes ⇀ Viry-Châtillon - Parc Leblanc (Circuit S1) Morangis - Place Lucien Boileau ⇀ Viry-Châtillon - Parc Leblanc (Circuit S1bis) Morsang-sur-Orge - Pierre Mendès France ⇀ Viry-Châtillon - Parc Leblanc (Circuit S1) Sainte-Geneviève-des-Bois - Place Hausen ⥋ Viry-Châtillon - Parc Leblanc (Circuit S1) Sainte-Geneviève-des-Bois - Place Hausen ↼ Viry-Châtillon - Parc Leblanc (Circuit S1bis) Épinay-sur-Orge - Mauregard ⥋ Viry-Châtillon - Parc Leblanc (Circuit S1) Viry-Châtillon - François Mitterrand ⇀ Viry-Châtillon - Parc Leblanc (Circuit S1, le matin) Viry-Châtillon - La Forêt ↼ Viry-Châtillon - Parc Leblanc (Circuit S1, le soir) Ris-Orangis - Monument ⇀ Viry-Châtillon - Parc Leblanc (Circuit S1) Montlhéry - Place de l’Europe ↼ Viry-Châtillon - Parc Leblanc (Circuit S14) Morangis - Place Lucien Boileau ↼ Viry-Châtillon - Parc Leblanc (Circuit S12) | Montlhéry - Place de l’Europe ⥋ Viry-Châtillon - Parc Leblanc (Circuit S1) Savigny-sur-Orge - Rue des Artistes ⇀ Viry-Châtillon - Parc Leblanc (Circuit S1) Morangis - Place Lucien Boileau ⇀ Viry-Châtillon - Parc Leblanc (Circuit S1bis) Morsang-sur-Orge - Pierre Mendès France ⇀ Viry-Châtillon - Parc Leblanc (Circuit S1) Sainte-Geneviève-des-Bois - Place Hausen ⥋ Viry-Châtillon - Parc Leblanc (Circuit S1) Sainte-Geneviève-des-Bois - Place Hausen ↼ Viry-Châtillon - Parc Leblanc (Circuit S1bis) Épinay-sur-Orge - Mauregard ⥋ Viry-Châtillon - Parc Leblanc (Circuit S1) Viry-Châtillon - François Mitterrand ⇀ Viry-Châtillon - Parc Leblanc (Circuit S1, le matin) Viry-Châtillon - La Forêt ↼ Viry-Châtillon - Parc Leblanc (Circuit S1, le soir) Ris-Orangis - Monument ⇀ Viry-Châtillon - Parc Leblanc (Circuit S1) Montlhéry - Place de l’Europe ↼ Viry-Châtillon - Parc Leblanc (Circuit S14) Morangis - Place Lucien Boileau ↼ Viry-Châtillon - Parc Leblanc (Circuit S12) | Montlhéry - Place de l’Europe ⥋ Viry-Châtillon - Parc Leblanc (Circuit S1) Savigny-sur-Orge - Rue des Artistes ⇀ Viry-Châtillon - Parc Leblanc (Circuit S1) Morangis - Place Lucien Boileau ⇀ Viry-Châtillon - Parc Leblanc (Circuit S1bis) Morsang-sur-Orge - Pierre Mendès France ⇀ Viry-Châtillon - Parc Leblanc (Circuit S1) Sainte-Geneviève-des-Bois - Place Hausen ⥋ Viry-Châtillon - Parc Leblanc (Circuit S1) Sainte-Geneviève-des-Bois - Place Hausen ↼ Viry-Châtillon - Parc Leblanc (Circuit S1bis) Épinay-sur-Orge - Mauregard ⥋ Viry-Châtillon - Parc Leblanc (Circuit S1) Viry-Châtillon - François Mitterrand ⇀ Viry-Châtillon - Parc Leblanc (Circuit S1, le matin) Viry-Châtillon - La Forêt ↼ Viry-Châtillon - Parc Leblanc (Circuit S1, le soir) Ris-Orangis - Monument ⇀ Viry-Châtillon - Parc Leblanc (Circuit S1) Montlhéry - Place de l’Europe ↼ Viry-Châtillon - Parc Leblanc (Circuit S14) Morangis - Place Lucien Boileau ↼ Viry-Châtillon - Parc Leblanc (Circuit S12) |
| 4280  | Ouverture / Fermeture — / — | Longueur — | Durée — | Nb. d’arrêts ~86 | Matériel Standards | Jours de fonctionnement L, Ma, Me, J, V | Jour / Soir / Nuit / Fêtes O / N / N / N | Voy. / an — | Dépôt Bondoufle |
| 4280  | Desserte : - Villes et lieux desservis : Montlhéry, Longpont-sur-Orge, Saint-Michel-sur-Orge, Sainte-Geneviève-des-Bois, Viry-Châtillon, Morsang-sur-Orge, Morangis, Savigny-sur-Orge, Épinay-sur-Orge, Villemoisson-sur-Orge, Grigny et Ris-Orangis. - Gares et stations desservies : Gare de Savigny-sur-Orge (RER C), Gare d'Épinay-sur-Orge (RER C et T12), Gare de Saint-Michel-sur-Orge (RER C), Parc du Château (T12) et Amédée Gordini (T12). | | | | | | | | |
| 4280  | Autre : - Zones traversées : 4 et 5 - Arrêts non accessibles aux UFR : - - Amplitudes horaires : La ligne fonctionne du lundi au vendredi en période scolaire uniquement de 7 h 20 à 19 h 5. - Particularités : - - Date de dernière mise à jour : 20 février 2025. | | | | | | | | |
| 4280  | Dernière actualisation : — | | | | | | | | |

## Gestion et exploitation
Les réseaux de transports en commun franciliens sont organisés par Île-de-France Mobilités. L'exploitation du réseau de bus Évry Centre Essonne revient à Transports intercommunaux Seine Sénart Essonne (TISSE) à partir du 1er janvier 2024.

### Parc de véhicules

#### Dépôts
Les dépôts ont pour mission de remiser les différents véhicules, mais également d'assurer leur entretien préventif et curatif. L'entretien curatif ou correctif a lieu quand une panne ou un dysfonctionnement est signalé par un machiniste.
Le nouvel exploitant récupère le centre opérationnel bus de Bondoufle (anciennement à TICE) ainsi qu'un nouveau dépôt construit à Corbeil-Essonnes, permettant le remisage de 75 véhicules dont les véhicules de la future ligne 4 du T Zen.
Le centre opérationnel de Saint-Germain-lès-Corbeil, où stationnait les véhicules des lignes de 7001 à 7006 avant le 1er janvier 2024 reste occupé par Cars Sœur, tandis que la majorité des véhicules migrent au dépôt de TISSE à Corbeil-Essonnes où stationnent également les véhicules du réseau Seine Essonne Bus de Keolis Seine Essonne depuis le 1er janvier 2024.

#### Détails du parc

##### Bus standards
| Constructeur  | Modèle                          | Nombre | Numéros parc | Période de mise en service | Affectation | Observation |
| ------------- | ------------------------------- | ------ | --- | -------------------------- | --- | --- |
| Mercedes-Benz | Citaro C2                       | 51     | 149057-149058, 169189-169190, 231233-231235, 231637-231641, 231644-231652, 231654-231659, 231662-231663, 231666-231679 | 10/2014 à 06/2020          | 4201 4202 4204 4205 4212 4213 4214 4215 4216 4220 4221 4222 4223 4230 4231 4232 4233 4240 4241 4243 4244 4245 4246 4270 4271 4272 4273 4274 4275 4276 4278 4279 4280         | 231233-231235 ex-Cœur d'Essonne, 231637-231639, 231650-231658, 23167-231674 et 231678-231679 ex-Keolis Meyer 231640, 231644-231648, 231654, 231657, 231659, 231662-231663, 231675-231677, 231699-231700, 231704-231706 et 232172 ex-Keolis Seine Essonne 231641, 231649, 231666, 231696-231697 ex-Cars Sœur 147592, 149057 et 169189-169190 sont des véhicules de réserves (ex-Keolis CIF) |
| Mercedes-Benz | Citaro C2 Hybrid                | 3      | 231680, 231701, 231707                                                                                                 | 10/2018 à 09/2020          | 4201 4202 4204 4205 4212 4213 4214 4215 4216 4220 4221 4222 4223 4230 4231 4232 4233 4240 4241 4243 4244 4245 4246 4270 4271 4272 4273 4274 4275 4276 4278 4279 4280         | Tous ex-Cars Sœur |
| Mercedes-Benz | Citaro Facelift                 | 18     | 089287, 099125, 129048, 201442-201443, 211193, 231187-231188, 231474, 231610-231611, 231613, 231618-231619             | 09/2008 à 10/2012          | 4201 4202 4204 4205 4212 4213 4214 4215 4216 4220 4221 4222 4223 4230 4231 4232 4233 4240 4241 4243 4244 4245 4246 4270 4271 4272 4273 4274 4275 4276 4278 4279 4280 Réserve | 211193 ex-TICE (ex-Grand Melun) en livrée IDFM 231187-231188 et 231474 ex-Keolis Meyer 231609-23611, 231613 et 231618-231619 099152-099153 (réserve) ex-Keolis Seine Essonne (Seine Essonne Bus) 201442-201443 ex-Cars Sœur avec livrée Bus Sénart 089287 est un véhicule de réserve (ex-Keolis CIF)                                                                                       |
| Heuliez Bus   | GX 327                          | 15     | 221168, 231484-231485, 231608, 231623-231625, 231627-231629, 231630-231636                                             | 11/2010 à 12/2013          | 4201 4202 4204 4205 4212 4213 4214 4215 4216 4220 4221 4222 4223 4241 4244 4245 4246 4270 4278 4279 4280 Réserve                                                             | Livrée STIF Grise |
| Heuliez Bus   | GX 327 BHNS                     | 4      | 231614-231617 | 09/2010                    | 4201 4202 4204 4205 4212 4213 4214 4215 4216 4220 4221 4222 4223 4241 4244 4245 4246 4270 4278 4279 4280                                                                     | Livrée STIF Grise |
| Heuliez Bus   | GX 337 hybride                  | 1      | 231653 | 07/2016                    | 4201 4202 4204 4205 4212 4213 4214 4215 4216 4220 4221 4222 4223 4241 4244 4245 4246 4270 4278 4279 4280                                                                     | Livrée IDFM |
| Heuliez Bus   | GX 337                          | 3      | 231254, 231642-231643                                                                                                  | 06/2014 à 12/2014          | 4201 4202 4204 4205 4212 4213 4214 4215 4216 4220 4221 4222 4223 4241 4244 4245 4246 4270 4278 4279 4280                                                                     | Livrée STIF Grise |
| Irisbus       | Citelis 12                      | 2      | 109382, 109386 | 06/2009 à 12/2009          | Réserve | |
| Man           | Lion's City                     | 25     | 231621-231622, 231661, 231664-231665, 231681-231695, 231702-231703                                                     | 09/2008 à 12/2019          | 4201 4202 4204 4205 4212 4213 4214 4215 4216 4220 4221 4222 4223 4241 4244 4245 4246 4270 4278 4279 4280                                                                     | Tous ex-TICE |
| Man           | Lion's City 12                  | 8      | 231709, 231713-231719                                                                                                  | 12/2020                    | 4201 4202 4204 4205 4212 4213 4214 4215 4216 4220 4221 4222 4223 4241 4244 4245 4246 4270 4278 4279 4280                                                                     | Tous ex-TICE |
| Man           | Lion's City 12 Efficient Hybrid | 4      | 231708, 231710-231712                                                                                                  | 12/2020                    | 4201 4202 4204 4205 4212 4213 4214 4215 4216 4220 4221 4222 4223 4241 4244 4245 4246 4270 4278 4279 4280                                                                     | Tous ex-TICE |
| Setra         | S 415 NF                        | 6      | 231178-231180, 231620, 231626, 231632                                                                                  | 12/2013                    | 4201 4202 4204 4205 4212 4213 4214 4215 4216 4220 4221 4222 4223 4230 4231 4232 4233 4240 4241 4243 4244 4245 4246 4270 4271 4272 4273 4274 4275 4276 4278 4279 4280         | 231178-231179 ex-Keolis Meyer 231180, 231620, 231626 et 231632 ex-Cars Sœur |

##### Bus articulés
| Constructeur  | Modèle            | Nombre | Numéros de parc                                                      | Période de mise en service | Affectation                                     | Observation                                                   |
| ------------- | ----------------- | ------ | -------------------------------------------------------------------- | -------------------------- | ----------------------------------------------- | ------------------------------------------------------------- |
| Heuliez Bus   | GX 437 hybride    | 10     | 232189-232191, 232193, 232195, 232197, 232199, 232200, 232203-232204 | 12/2015 à 07/2016          | 4201 4203 4206 4241 4242 4270 4279              | Tous ex-TICE                                                  |
| Heuliez Bus   | GX 437            | 7      | 232192, 232194, 232196, 232198, 232201-232202, 232205                | 06/2016                    | 4201 4203 4206 4241 4242 4270 4279              | Tous ex-TICE                                                  |
| Heuliez Bus   | GX 427            | 15     | 232161-232167, 232178-232181, 232184, 232186, 232187-232188          | 07/2009 à 12/2013          | 4201 4203 4206 4241 4242 4270 4279              | Tous ex-TICE                                                  |
| Heuliez Bus   | GX 427 BHNS       | 5      | 232173-232176, 232185                                                | 09/2010 à 12/2013          | 4201 4203 4206 4241 4242 4270 4279              | Tous ex-TICE                                                  |
| Man           | Lion's City G     | 17     | 232168-232171, 232182-232183, 232206-232208, 232217-232224           | 12/2008 à 12/2019          | 4201 4203 4206 4241 4242 4270 4279              | Tous ex-TICE (232182-232183 ont été racheté à la RATP)        |
| Man           | Lion's City 18    | 3      | 232225-232227                                                        | 12/2020                    | 4201 4203 4206 4241 4242 4270 4279              | Tous ex-TICE                                                  |
| Mercedes-Benz | Citaro G          | 3      | 232177, 232232-232233                                                | 09/2005 à 09/2007          | 4201 4203 4206 4241 4242 4270 4279              | Tous ex-TICE                                                  |
| Mercedes-Benz | Citaro G C2       | 18     | 222020, 222023, 232209-232216, 242133-242141                         | 10/2017 à 10/2018          | 4201 4203 4206 4241 4242 4270 4279              | 222 ex-Keolis Val d'Essonne 2 Vallées 232 ex-TICE 242 ex-RATP |
| Mercedes-Benz | Citaro G Facelift | 2      | 094064, 232172                                                       | 08/2007 à 11/2009          | 4201 4203 4206 4241 4242 4270 4275 4279 Réserve | 232172 ex-Cars Sœur 094064 ex-Keolis Roissy Ouest             |

##### Midibus
| Constructeur  | Modèle           | Nombre | Numéros de parc              | Période de mise en service | Affectation              | Observation                                                      |
| ------------- | ---------------- | ------ | ---------------------------- | -------------------------- | ------------------------ | ---------------------------------------------------------------- |
| Heuliez Bus   | GX 127 L         | 1      | 203007                       | 07/2007                    | 4217 4218 4219 4240 4246 | 203007 ex-Seine Grand Orly                                       |
| Heuliez Bus   | GX 137 L         | 6      | 233093-233098                | 07/2018 à 12/2019          | 4217 4218 4219 4240 4246 | Tous ex-TICE                                                     |
| Heuliez Bus   | GX 137           | 12     | 233086-233092, 233099-233102 | 12/2015 à 12/2020          | 4217 4218 4219 4240 4246 | Tous ex-TICE sauf 233086-233089 qui sont ex-Keolis Seine Essonne |
| Mercedes-Benz | Sprinter City 65 | 5      | 234009-234013                | 07/2009                    | 4246                     | Tous ex-TICE Ces véhicules sont des Minibus                      |

##### Autocars
| Constructeur  | Modèle              | Nombre | Numéros de parc                                          | Période de mise en service | Affectation         | Observation                                                                |
| ------------- | ------------------- | ------ | -------------------------------------------------------- | -------------------------- | ------------------- | -------------------------------------------------------------------------- |
| Iveco Bus     | Crossway High Value | 3      | 227139, 227482-227383                                    | 06/2020                    | 4250 4251 4277 9112 |                                                                            |
| Mercedes-Benz | Intouro II          | 4      | 111150, 121009-121010, 217119                            | 12/2011 à 09/2020          | 4250 4251 4277 9112 | 111 ex-Keolis Seine Essonne, 121 ex-Keolis Morangis, 217 ex-Vélizy Vallées |
| Mercedes-Benz | Intouro II L        | 1      | 237727                                                   | 07/2015                    | 4250 4251 4277 9112 | ex-Keolis Seine Essonne                                                    |
| Mercedes-Benz | Intouro II M        | 13     | 183071, 205010-205016, 23723-237725, 237728, Inconnu(10) | 12/2011 à 10/2020          | 4250 4251 4277 9112 |                                                                            |
| Mercedes-Benz | Intouro II MEL      | 1      | 237726                                                   | 08/2013                    | 4250 4251 4277 9112 | ex-Keolis Seine Essonne en livrée STIF Grise                               |
| Setra         | S 415 ÜL            | 1      | 227200                                                   | 09/2011                    | 4250 4251 4277 9112 | ex-Val d'Yerres Val de Seine                                               |

### Tarification et fonctionnement
La tarification des lignes d'autobus d'Île-de-France est unifiée et accessible avec les mêmes abonnements. Un ticket « bus-tram », qui remplace le ticket t+ au 1er janvier 2025, permet un trajet simple quelle que soit la distance, avec une ou plusieurs correspondances possibles avec les autres lignes de bus et de tramway pendant une durée maximale de 1 h 30 entre la première et dernière validation. En revanche, un ticket validé dans un bus ne permet pas d'emprunter le métro, ni le Transilien et le RER. Les lignes Orlybus et Roissybus, assurant de façon directe les dessertes aéroportuaires via autoroute, disposent d'une tarification spécifique mais sont accessibles avec les abonnements habituels.
Les tarifs des billets et abonnements dont le montant est limité par décision politique ne couvrent pas les frais réels de transport. Le manque à gagner est compensé par l'autorité organisatrice, Île-de-France Mobilités, présidée depuis 2005 par le président du conseil régional d'Île-de-France et composé d'élus locaux. Elle définit les conditions générales d'exploitation ainsi que la durée et la fréquence des services. L'équilibre financier du fonctionnement est assuré par une dotation globale annuelle aux transporteurs de la région grâce au versement mobilité payé par les entreprises et aux contributions des collectivités publiques.

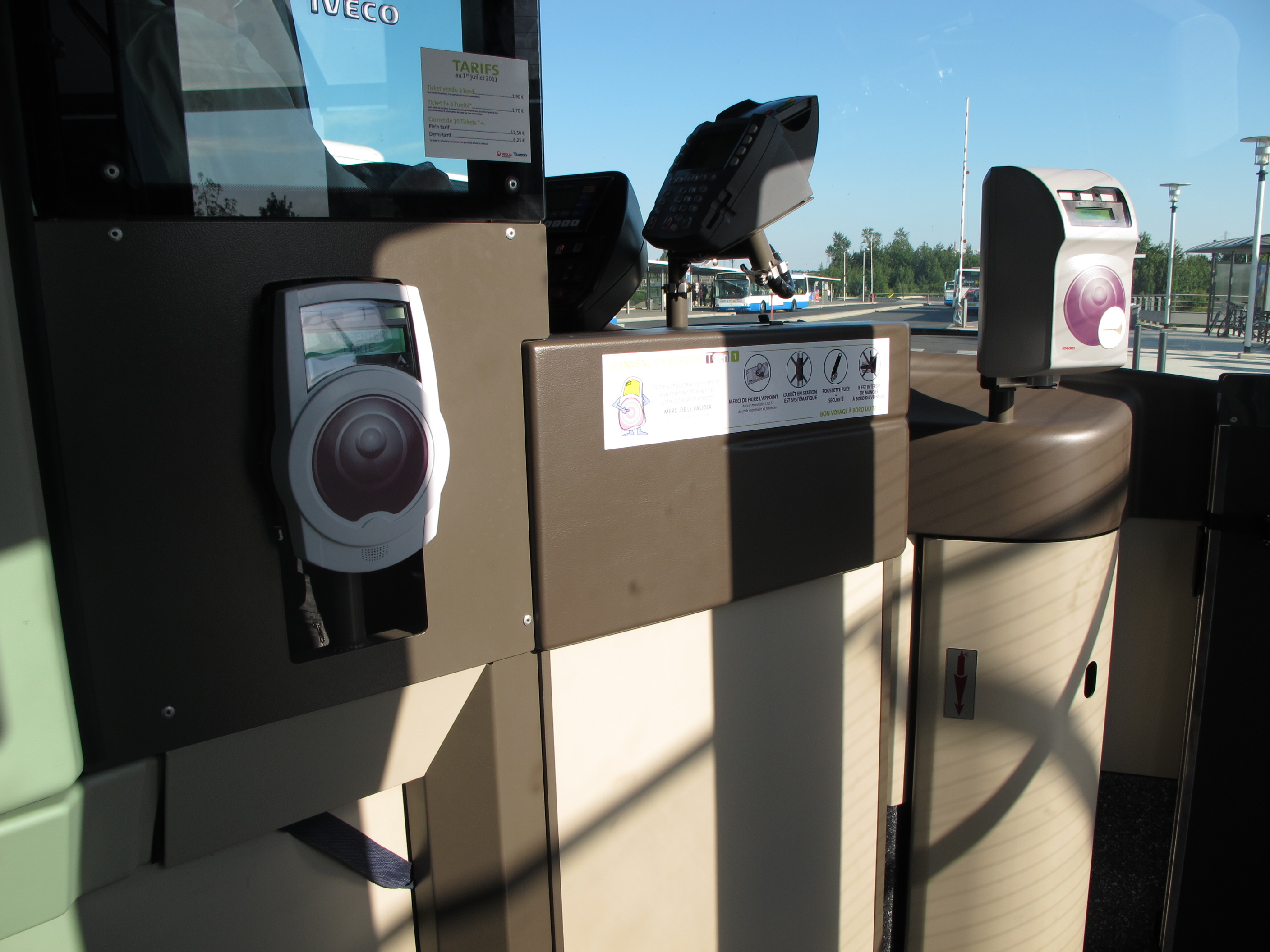
Validateurs pour passes Navigo (à gauche) et pour tickets carton (à droite) présents dans les bus et tramway.

L’achat de ticket par SMS est possible depuis 2018, en envoyant le numéro du bus au format BUS[NUMÉRO] au 93100 depuis le 6 janvier 2025 (anciennement EvryEss avant 2025), le ticket SMS coûte 2,50 € (prélevé sur les factures de téléphone) et est valable 1 h, sans correspondance.